# Locomotiva a vapore
(Giuseppe Vicuna)

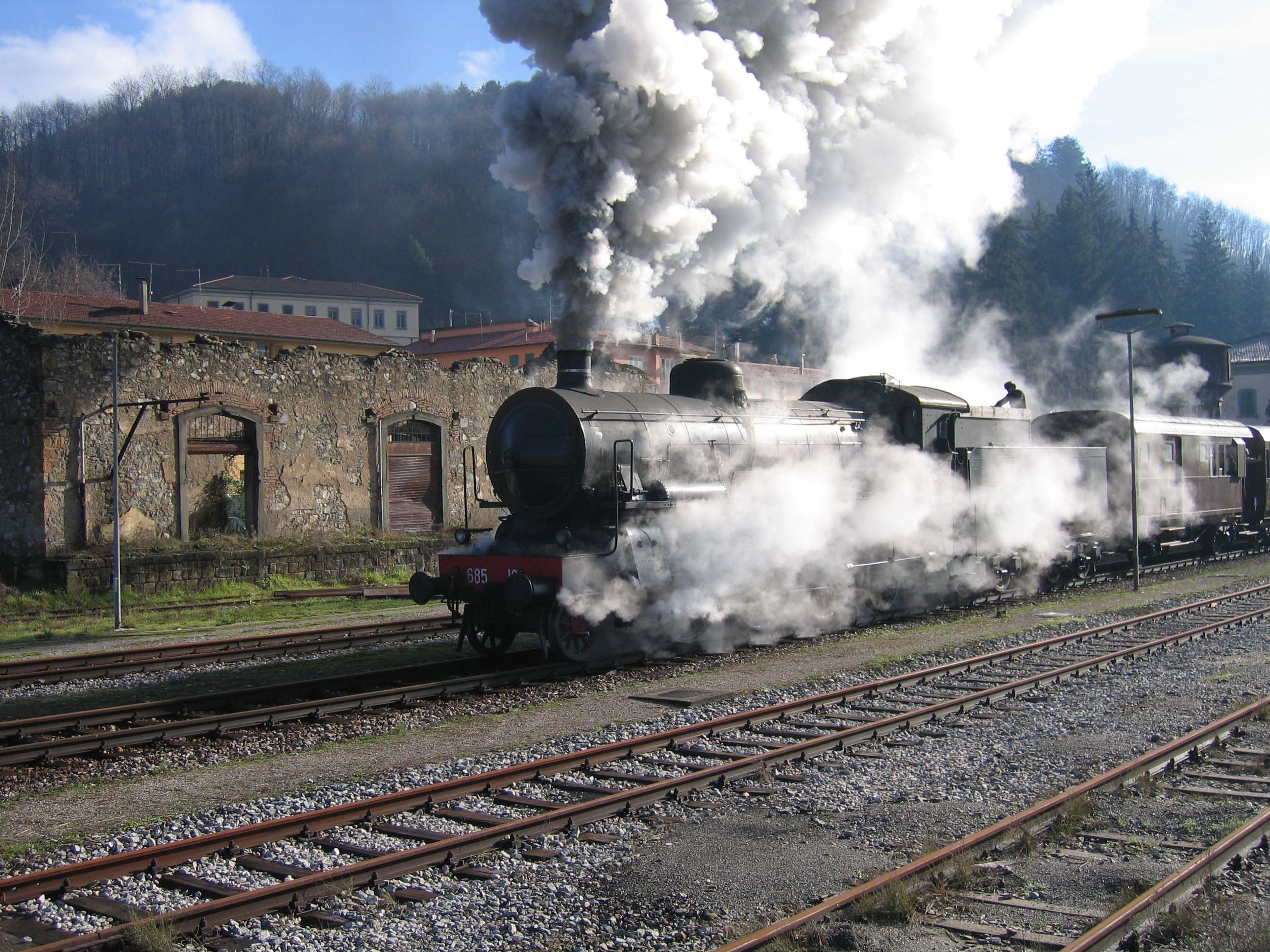
La locomotiva FS 685.196 in testa a un treno storico, in sosta a Castelnuovo Garfagnana nel 2006. Sul tender, il fuochista riordina il carbone per agevolarne la presa e l'immissione nel forno. Il gruppo 685, con le sue varianti successive S.685 e 683, è considerato una delle più riuscite locomotive a vapore per treni viaggiatori espressi delle Ferrovie dello Stato Italiane

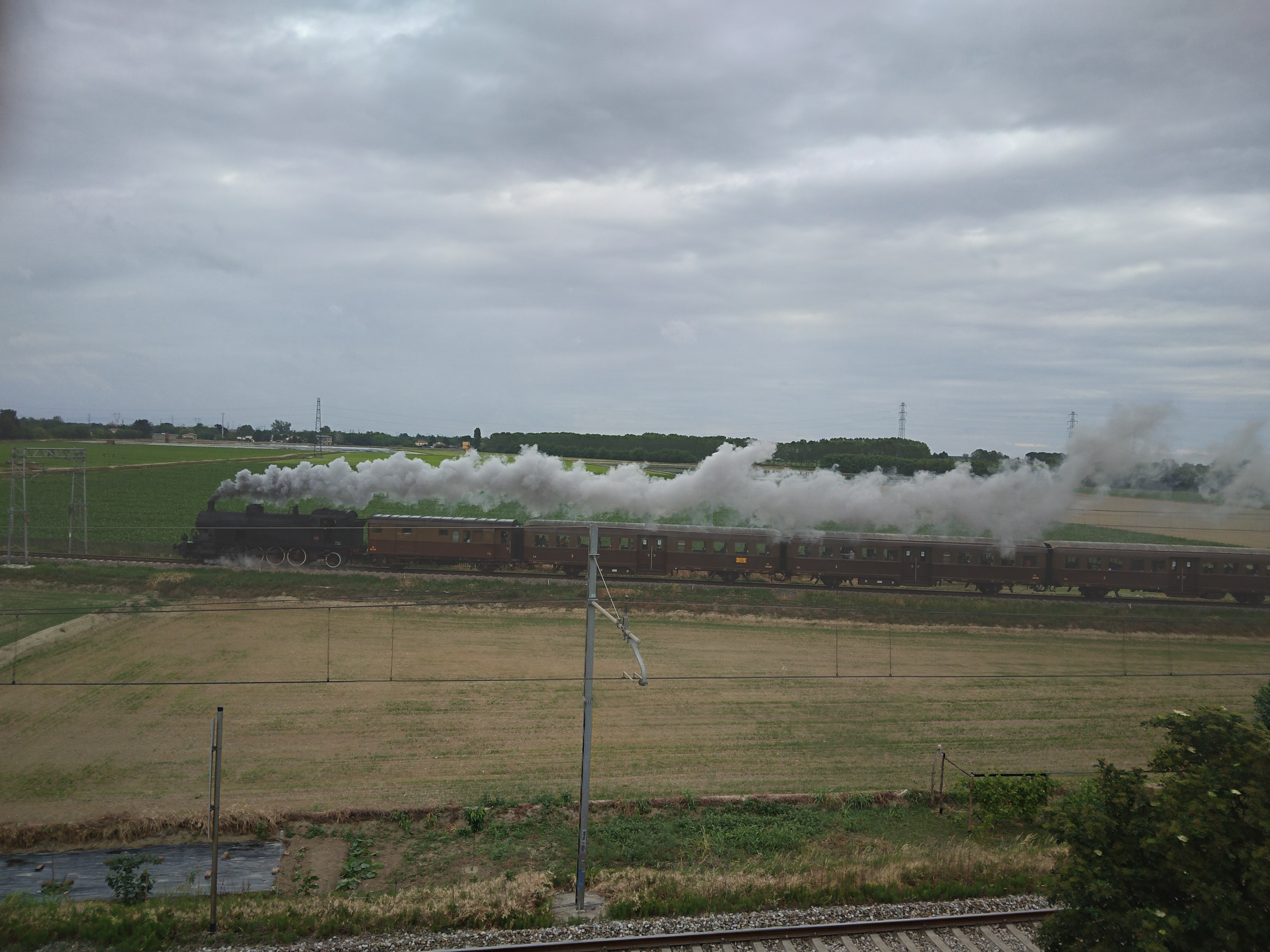
Il passaggio di un treno storico trainato da una locomotiva a vapore il 29 maggio 2022 sulla tratta Novara- Luino

Una locomotiva a vapore è un veicolo ferroviario azionato da un motore a vapore e destinato alla trazione ferroviaria di carri merci o carrozze passeggeri. Inventata da diversi tecnici (tra cui Richard Trevithick e George Stephenson) all'inizio del XIX secolo, la locomotiva a vapore rivoluzionò il sistema dei trasporti su rotaia permettendo il passaggio da quelli a trazione animale a quelli a trazione meccanica.
Sostituita da altri sistemi di trazione nel XX secolo (la trazione elettrica e la trazione endotermica) a causa della bassa potenza e del modesto rendimento, la trazione a vapore resta fondamentale nello sviluppo della tecnologia anche per il contributo da essa dato alla termodinamica.
Nella tecnica ferroviaria si definisce "locomotiva" l'insieme della motrice e del tender. Qualora le scorte di acqua e di combustibile non vengano trasportate su un veicolo apposito ma sulla macchina, il mezzo viene denominato locomotiva-tender (o locotender).

## Caratteristiche

Vista dal lato destro di una locomotiva FS 691.033 all'interno dello stabilimento della Società Italiana Ernesto Breda di Sesto San Giovanni nell'aprile 1932, poco dopo la trasformazione da FS 690.033. All'estremità destra del praticabile, ai due lati della custodia del condotti di immissione del vapore nei cilindri, si vedono il compressore Westinghouse per la generazione dell'aria compressa per il freno, e la pompa Nielebock-Knorr di alimentazione del preriscaldatore dell'acqua di alimentazione della caldaia

Una locomotiva a vapore è una macchina termica ad alta pressione che utilizza il ciclo Rankine in un motore a combustione esterna, che impiega la combustione nel generatore di vapore per produrre vapore acqueo con cui è alimentata e azionare quindi un motore a vapore. Il moto alternativo da esso generato viene trasmesso con il meccanismo biella-manovella, alle ruote e da esse trasformato nel moto circolare che serve a far avanzare la locomotiva.
L'autonomia della locomotiva dipende dalla quantità di combustibile e d'acqua presenti a bordo. Al tempo del suo uso generale ciò implicava che gli impianti di rifornimento del combustibile e dell'acqua dovessero essere collocati a intervalli regolari tali da consentire, anche nelle condizioni di funzionamento più sfavorevoli, che la locomotiva potesse viaggiare senza bisogno di rifornimenti intermedi non necessari. La necessità di disporre di adeguate e continue riserve idriche in prossimità dell'infrastruttura ferroviaria rappresentò uno dei maggiori vincoli allo sviluppo della rete ferroviaria, al quale si fece fronte avvicinando la linea ferroviaria ai corsi d'acqua o alle sorgenti e allacciando i rifornitori agli acquedotti civici o costruendone di nuovi.

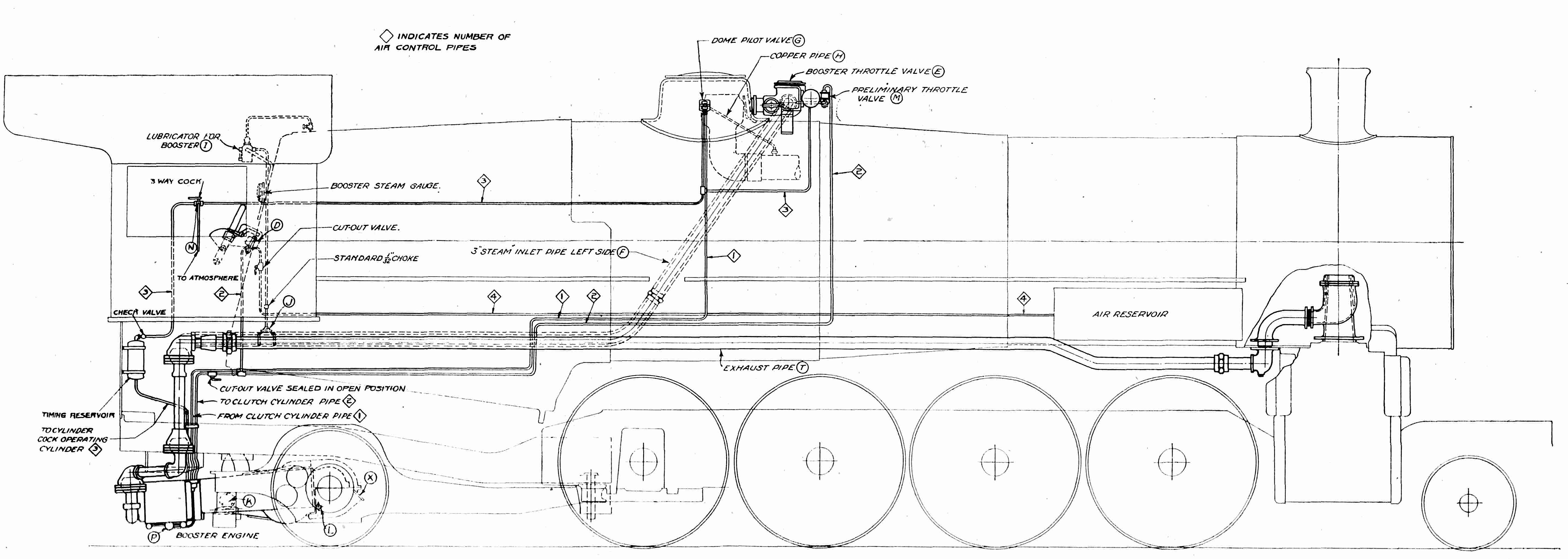
disegno per un motore ausiliario per locomotive a vapore

Nonostante il modesto rendimento termico (mai superiore al 10% teorico, in realtà compreso tra il 4 e il 7%) la locomotiva a vapore ha tenuto a lungo testa agli altri sistemi di trazione per la sua semplicità costruttiva e di condotta derivante, in gran parte, dalla propria possibilità di adeguare quasi automaticamente il proprio regime di funzionamento alle caratteristiche della linea e, quindi, dei servizi grazie al tiraggio forzato.
Le locomotive a vapore vengono suddivise in locomotiva per il servizio di linea (ulteriormente distinte in locomotive per treno viaggiatori e per treno merci), in grado di sviluppare potenze fino a qualche migliaio di kW e di trainare treni pesanti fino a qualche migliaio di tonnellate a velocità elevate, e locomotiva da manovra, capaci di erogare potenze di qualche centinaio di kW pur muovendosi a bassa velocità con frequenti avviamenti e arresti. A esse si aggiunge l'automotrice a vapore, che erano veicoli per il trasporto di passeggeri dotati di un motore e degli altri organi tipici delle locomotive adibite al servizio di linea. Le automotrici erano utilizzate su linee a bassa domanda di trasporto.

## Storia

### In Inghilterra

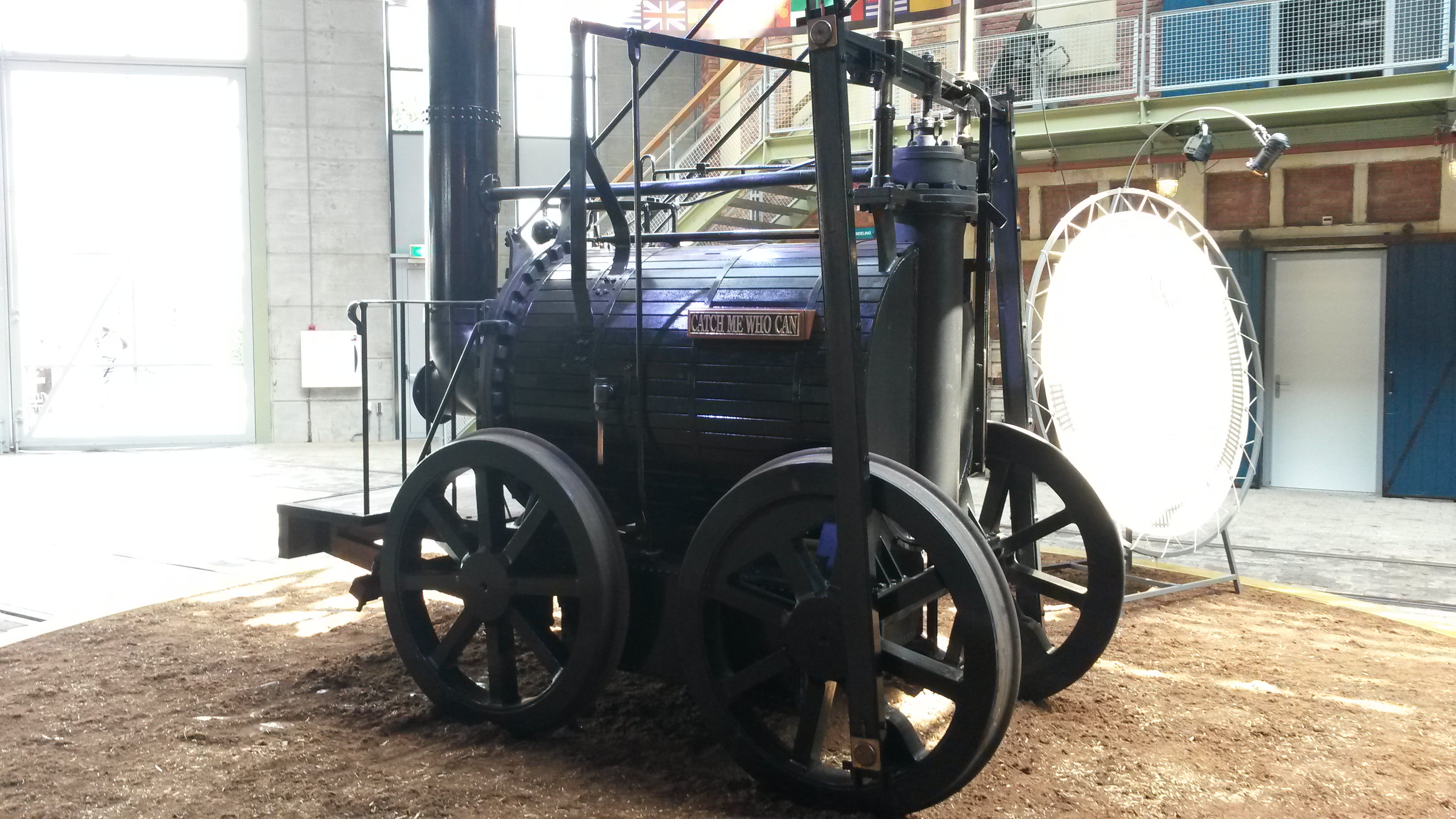
Replica della locomotiva "Catch Me Who Can" di Richard Trevithick (1808), esposta nel Nederlands Spoorwegmuseum

La locomotiva a vapore comparve agli inizi dell'Ottocento in Inghilterra, come sostituto meccanico del cavallo per il traino di convogli di carrelli di carbone nelle miniere e presto se ne intuirono le potenzialità nonostante i primi prototipi avessero molti difetti e la produzione di vapore fosse piuttosto scarsa dato che le caldaie usate, a singola canna fumaria, erano poco di più che una grossa pentola posta sul fuoco. Le prime caldaie a tubi di fumo furono sviluppata da Marc Seguin nel periodo 1828-1833. La grande innovazione che la locomotiva a vapore portò fu soprattutto il fatto che era molto più veloce, fruibile e comoda rispetto al mezzo finora usato, ossia il cavallo.
La prima locomotiva a vapore a correre su dei binari alla testa di un convoglio merci e passeggeri fu, nel febbraio 1804, la Penydarren di Richard Trevithick.

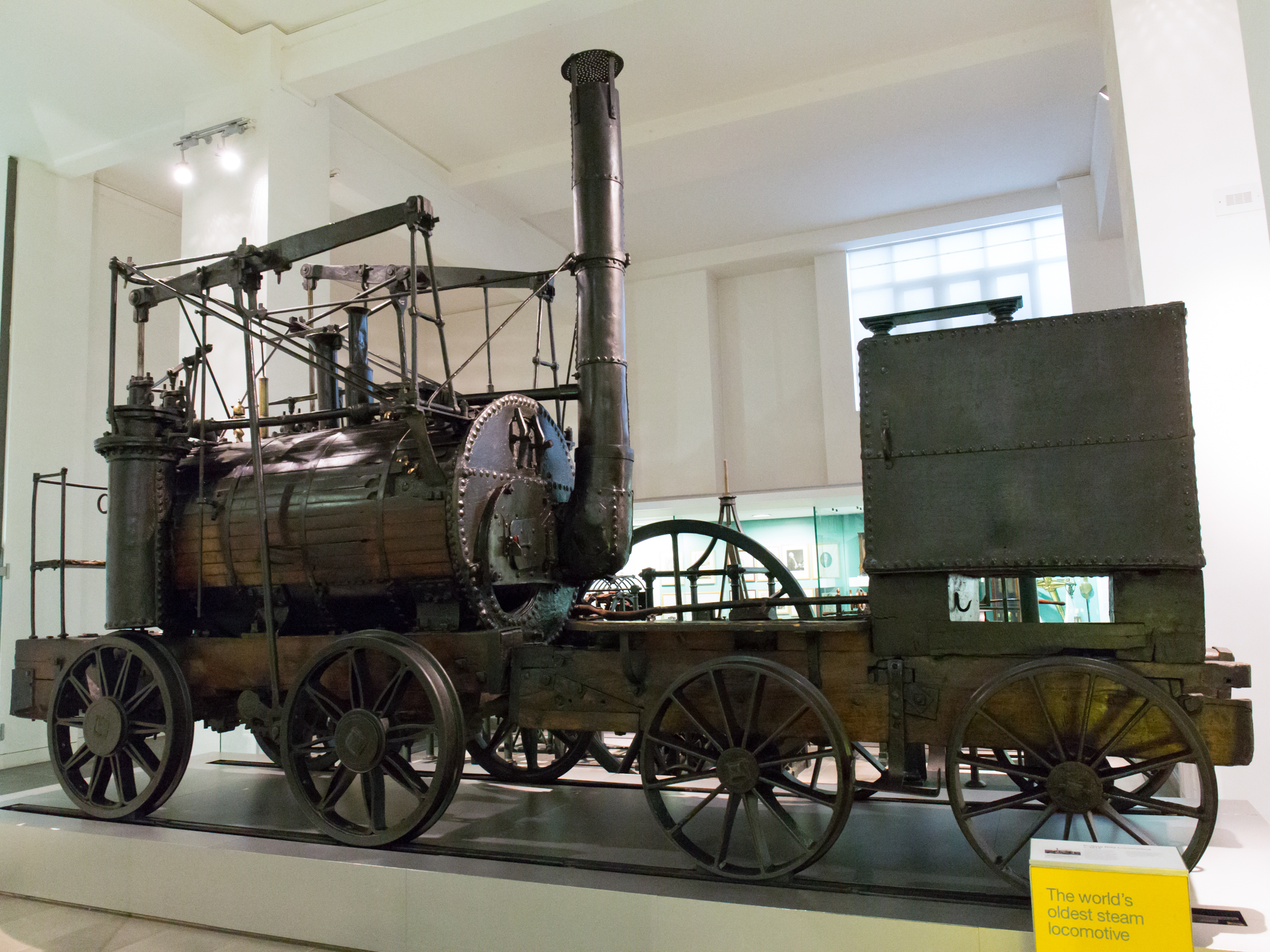
Replica della locomotiva "Puffing Billy" di William Hedlesy, Richard Trevithick e Jonathan Forster (1813-1814), esposta nello Science Museum

Tuttavia la prima locomotiva a vapore moderna fu la Rocket di George Stephenson e di suo figlio Robert che proposero, alla gara mondiale indetta dalla Società per la Strada Ferrata da Liverpool a Manchester, il forno circondato dall'acqua - anche se ancora non all'interno della caldaia a struttura tubolare di Seguin con tiraggio forzato dei fumi mediante il vapore di scarico dei cilindri che non erano più in posizione verticale. Vinse la gara di Rainhill ma non venne adottata per l'esercizio regolare sulla ferrovia suddetta. La Rocket era già una macchina moderna quasi completa, le cui soluzioni tecniche si sarebbero riviste e migliorate in seguito sui progetti successivi, la Planet prima, la prima locomotiva con tutte le caratteristiche della locomotiva moderna, e la Patentee poi, che rappresentò la classica locomotiva a vapore.

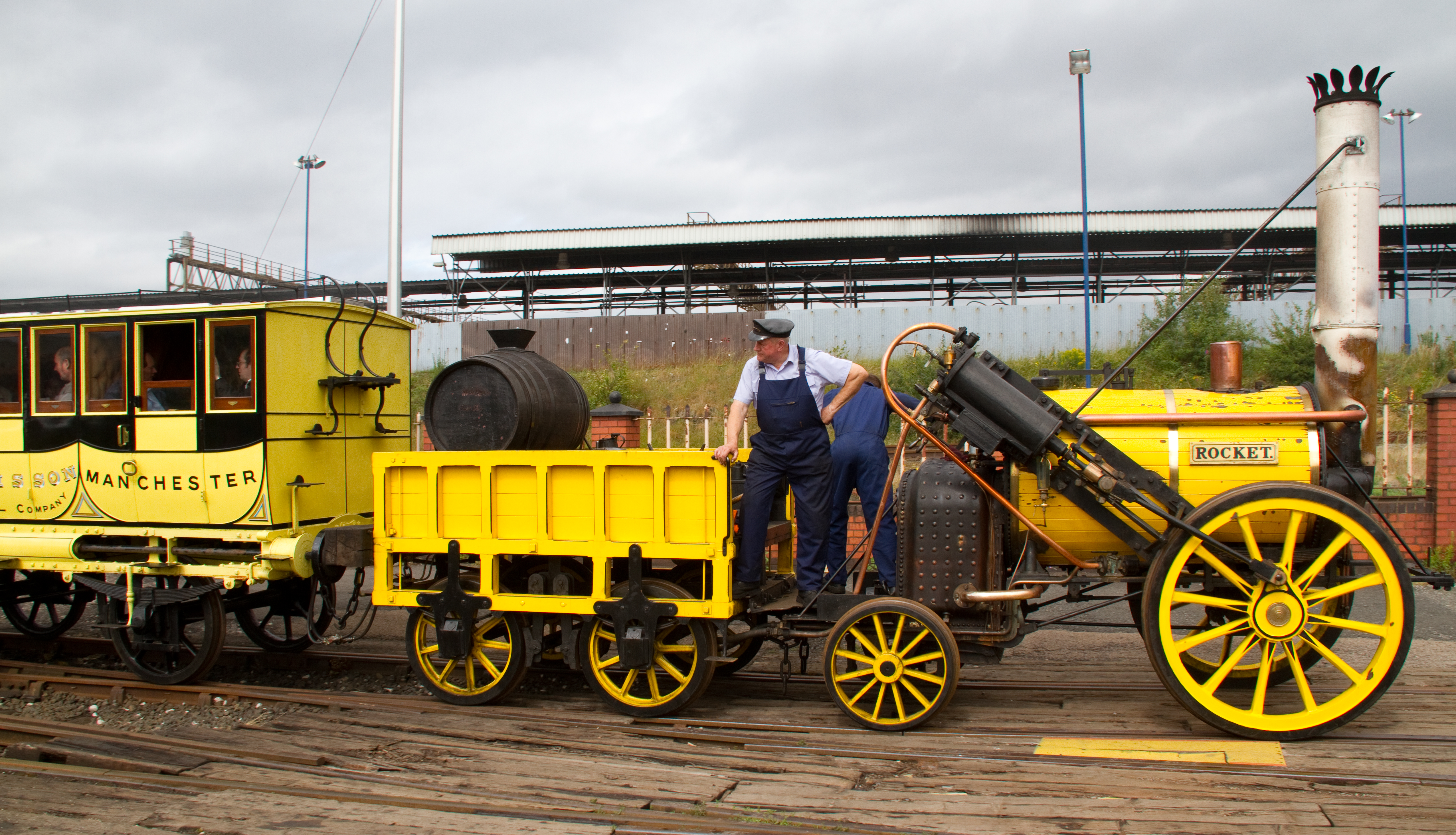
Replica della locomotiva "Rocket" di George Stephenson, fotografata a Tyseley. La particolare livrea gialla era un espediente psicologico, il giallo all'epoca era il colore della velocità. Dato però che la tinta si alterava col calore, inscurendosi, la locomotiva fu riverniciata in verde.

Le prime locomotive a vapore avevano una struttura piuttosto rudimentale con la caldaia che costituiva un elemento strutturale della macchina; un carro costituito da longheroni, spesso in legno con fodere in ferro, e traverse in ferro su cui era montata la caldaia con forno e fumaiolo, una coppia di cilindri motori collegati con bielle all'unica ruota motrice e i comandi relativi alla condotta che era appannaggio del macchinista posto su un semplice predellino o una piccola piattaforma; completava il tutto un carro agganciato con una grossa botte per l'acqua ed un cumulo di coke; Il carbone fu utilizzabile fuori dalle ferrovie minerarie solo quando si introdusse il voltino nel forno che permetteva una migliore combustione dei fumi e quindi scarichi più puliti. Ricordiamo che tra i requisiti della gara di Rainhill c'era quello che la locomotiva "consume its own smoke", letteralmente "consumare i propri fumi" ed il fumaiolo bianco serviva proprio a dare questa idea di pulizia.

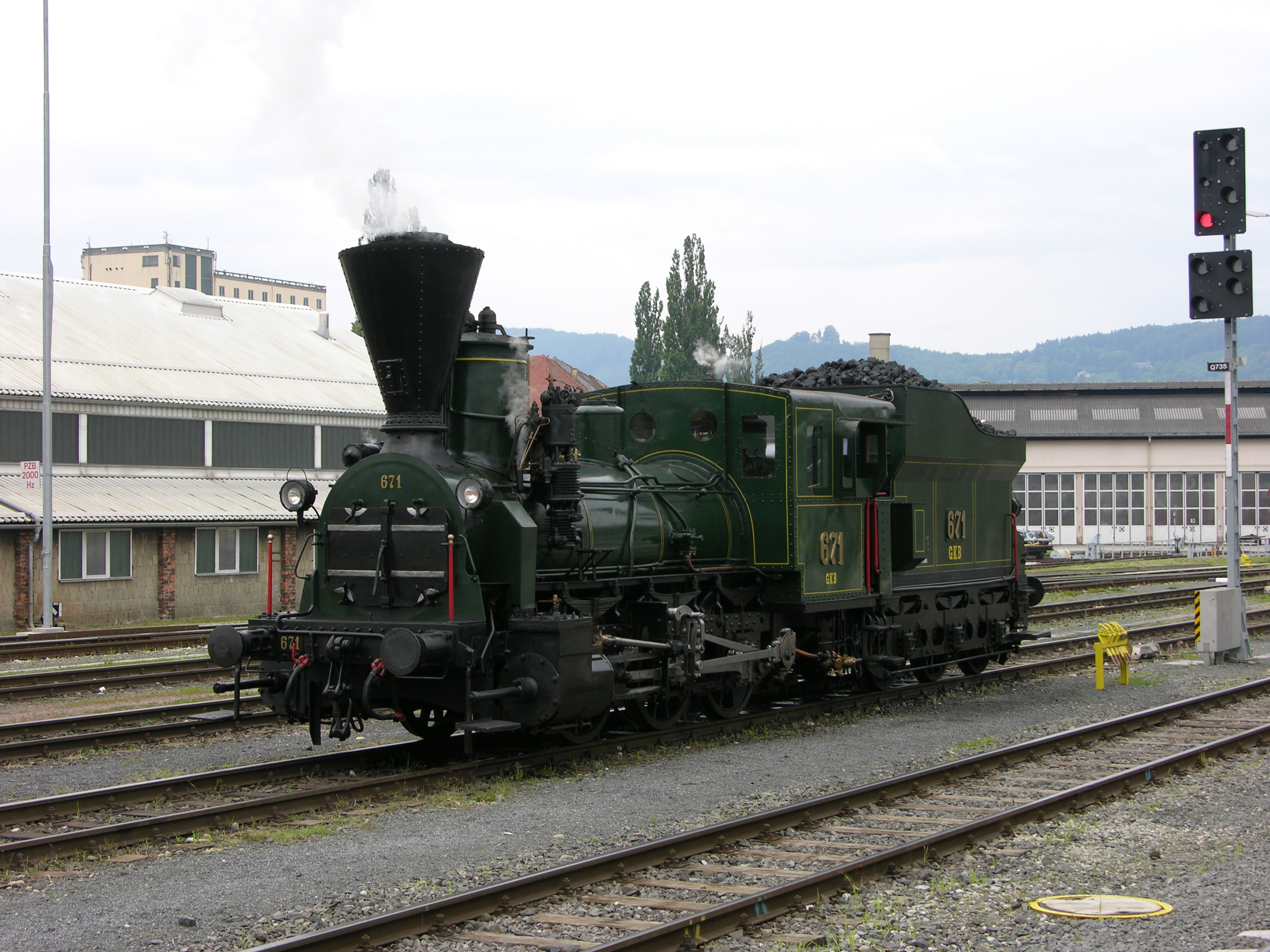
La locomotiva Bourbonnais GKB 671, ex BBÖ 49.03, ex SB 671. Costruita nel 1860, è mantenuta in ordine di servizio e viene spesso utilizzata per treni rievocativi e turistici. Attualmente (2016) è la più antica locomotiva a vapore con tender separato funzionante esistente nel mondo.

Il gancio di trazione era costituito da una catena a 3 anelli ed i respingenti erano solo dei tamponi di legno sulle testate.
Il rodiggio era in genere 1-1-0 o 1-1-1, in qualche caso 2-1-0. Nella seconda metà dell'Ottocento le macchine con un solo asse motore cominciarono a dimostrarsi insufficienti come potenza e pertanto venne aggiunto un secondo asse motore accoppiato con bielle allo scopo di contenere entro limiti accettabili il maggior peso delle caldaie e dei meccanismi più grandi e, contemporaneamente, scaricando su due assi lo sforzo di trazione se ne aumentavano le prestazioni entro i limiti di aderenza. I progetti europei del periodo prevedevano che le macchine avessero anche un asse portante anteriore o posteriore.

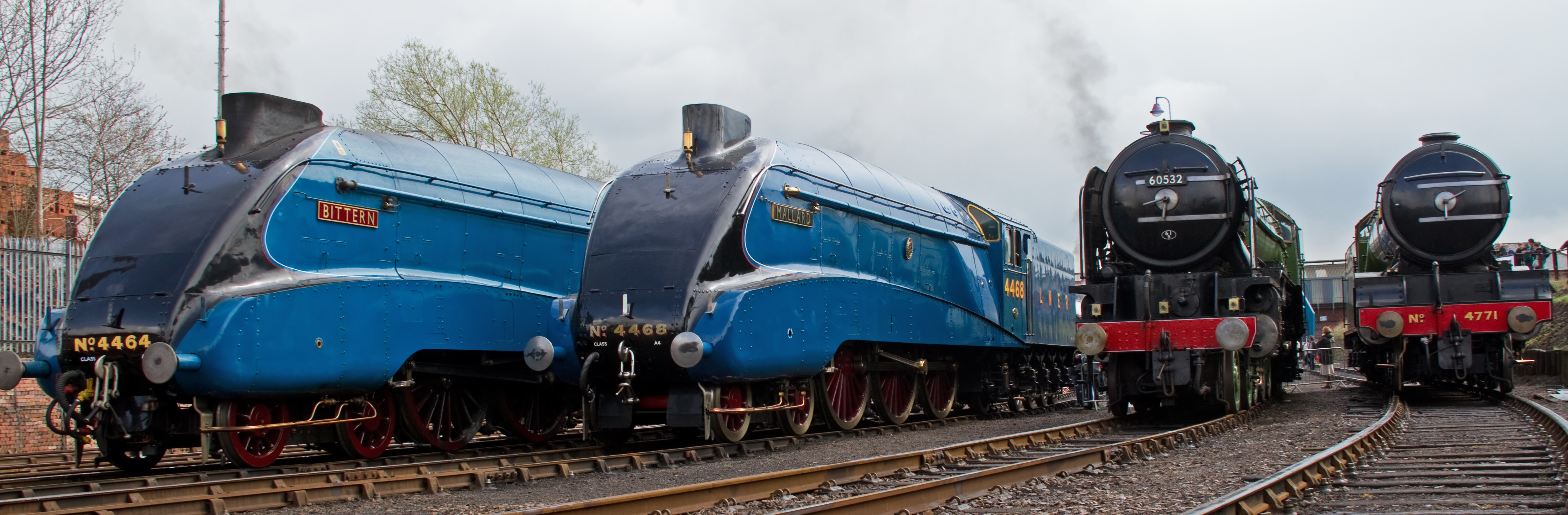
Le locomotive già LNER 4464 "Bittern", 4468 "Mallard", 60532 "Blue Peter" e 4471 "Green Arrow" fotografate a Barrowhill nel 2012. Questa locomotiva è detentrice del primato mondiale ufficiale di velocità della trazione a vapore (202,58 km/h, raggiunti il 3 luglio 1938).

Una delle prime caratteristiche progettuali fu anche quella dell'uso di ruote di piccolo diametro per la trazione di merci e di ruote di grande diametro per le macchine passeggeri atte a maggiore velocità. La prima scelta era dettata dalla necessità di disporre di una maggiore forza di trazione, la seconda era dettata invece dalla necessità di contenere entro limiti accettabili il numero di giri dell'albero motore.

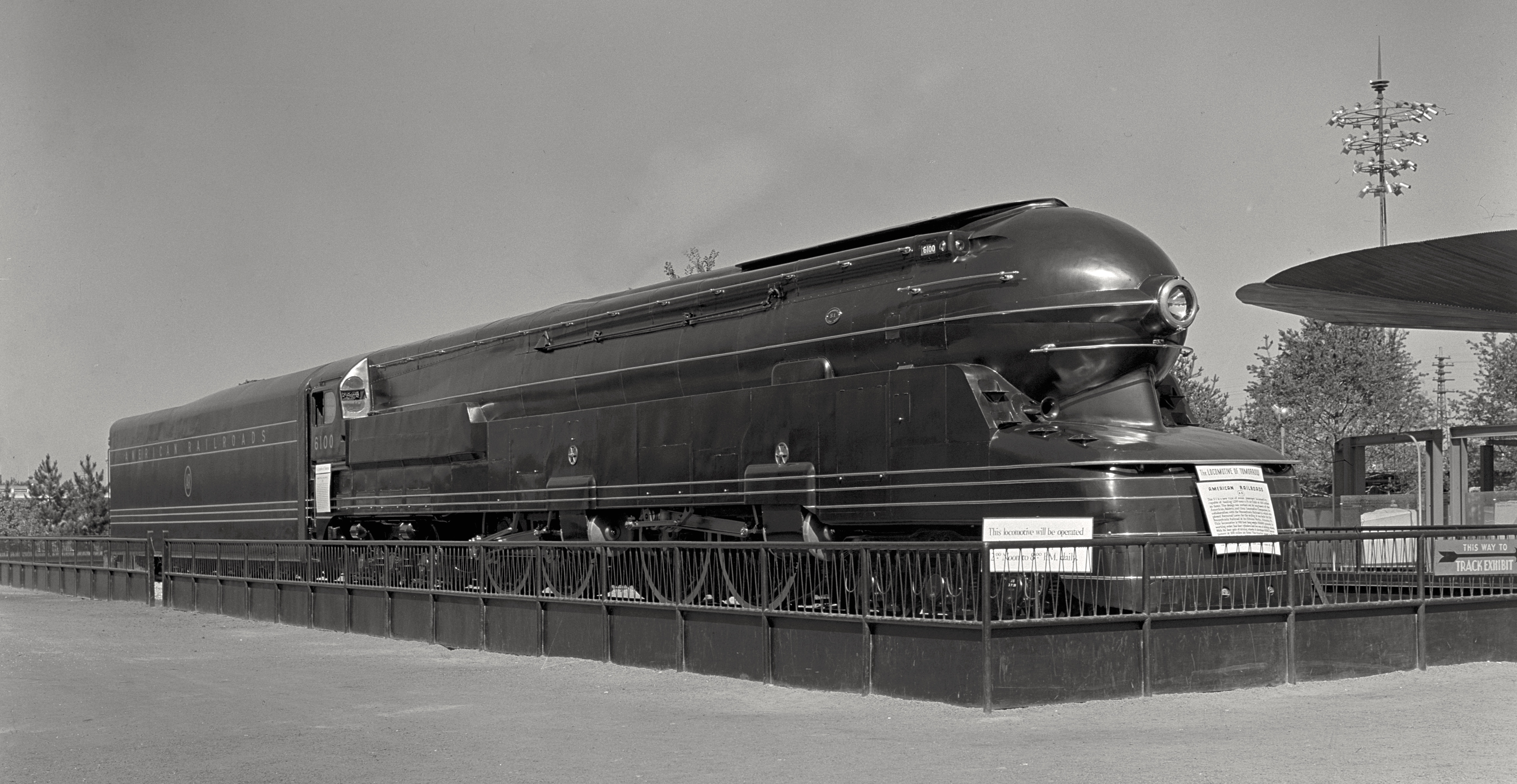
La locomotiva a vapore S1 6100 della Pennsylvania Railroad esposta nella Fiera mondiale di New York del 1939. Esemplare unico costruito nel 1938-1939, fu la più grande, potente e veloce locomotiva a vapore con telaio rigido (tipo Duplex) mai realizzata e restò in servizio fino al 1949. Nel 1946 raggiunse la velocità di 226 km/h, che costituisce il primato mondiale di velocità per una locomotiva a vapore, tuttavia mai omologato perché conseguito in violazione dei regolamenti in vigore all'epoca sulla rete ferroviaria statunitense

### In America
In America si affermò il carrello portante anteriore a 2 assi dando origine al rodiggio 2-2-0 noto anche come American o American Standard. In seguito da questa architettura si svilupparono i più noti rodiggi: per avere più potenza venne sviluppato il rodiggio 1-3-0 Mogul che, nei primi modelli americani, si presentava con l'asse motore centrale privo di bordino; allo scopo di incrementare la superficie del focolaio e sostenerlo si aggiunse un carrello posteriore, ottenendo il rodiggio 2-2-1 (Atlantic), e così via, aggiungendo assi motori o assi al carrello portante.

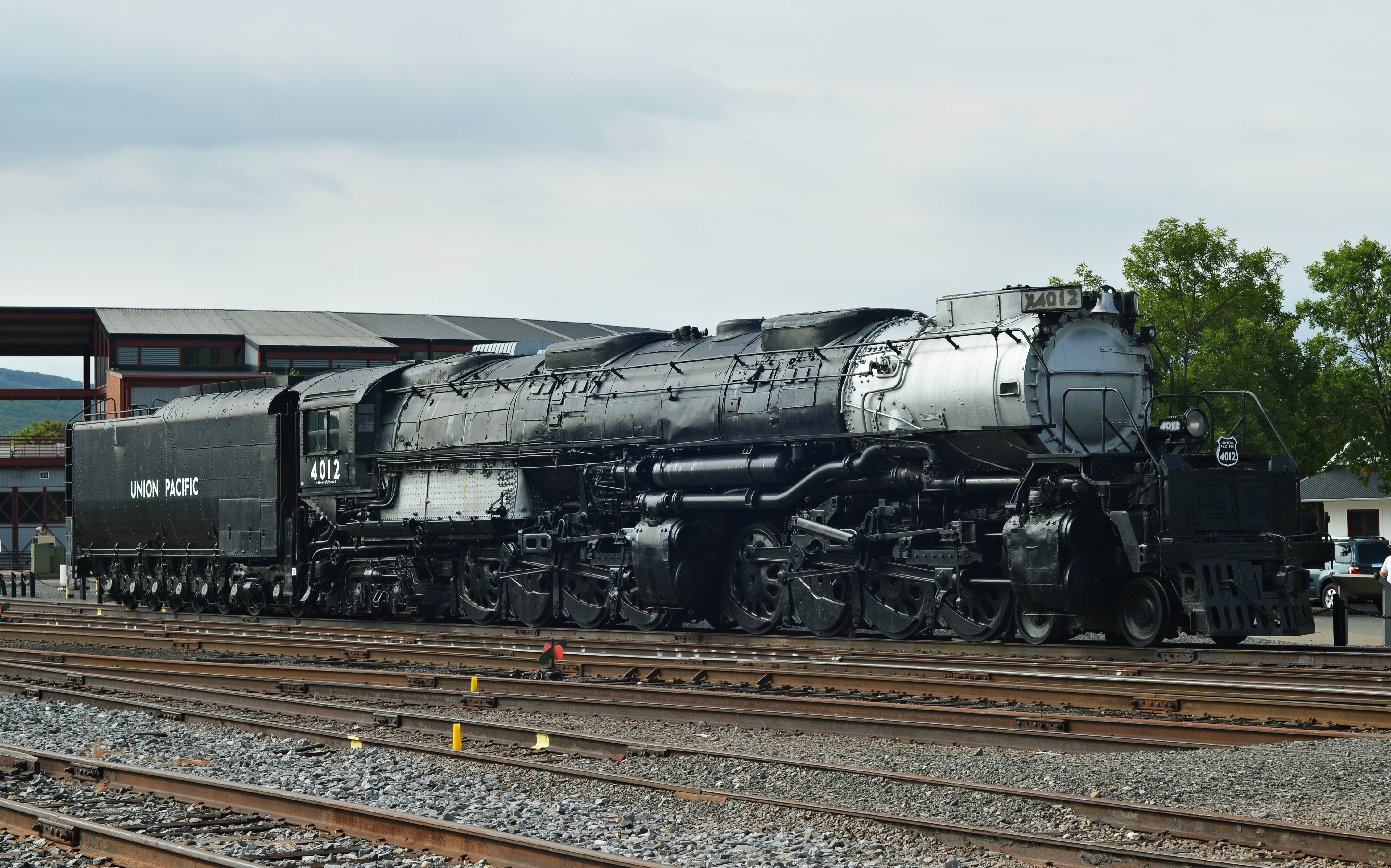
La locomotiva Union Pacific 4012 "Big Boy" fotografata nello Steamtown National Historical Site (Vermont). Costruite tra il 1941 e il 1944, le locomotive del gruppo UP 4000 furono le più grandi locomotive per treni merci mai prodotte in tutto il mondo.

Nel 1906 in Baviera fu costruita la locomotiva S 2/6 dal rodiggio 2-2-2 con prestazione di tutto rispetto e una velocità di 150 km/h ma rimase solo un prototipo; l'era delle macchine a 2 assi accoppiati volgeva ormai al tramonto dato che le composizioni richieste dal servizio ferroviario erano sempre più pesanti. L'anno dopo infatti le ferrovie bavaresi iniziarono a immettere in servizio le più prestanti (anche se meno veloci) S 3/6 dal rodiggio 2-3-1.
Le macchine a 3 assi accoppiati furono le regine del periodo d'oro della trazione a vapore e la regina per antonomasia fu la Pacific, dal rodiggio 2-3-1 (o per le ferrovie anglosassoni 4-6-2); solo in Nord America queste locomotive vennero più tardi soppiantate da macchine con 4 assi motori per treni rapidi. Sono Pacific le macchine più prestanti e detentrici di primati di velocità come, il gruppo 01 delle DRG, la classe A4 della LNER (di cui fa parte Mallard), le efficientissime Chapelon.
La tecnica, contemporaneamente all'incremento degli assi, sviluppò dispositivi per aumentare il rendimento termodinamico dei motori a vapore al fine di ridurre i consumi e i costi ed aumentando l'autonomia.

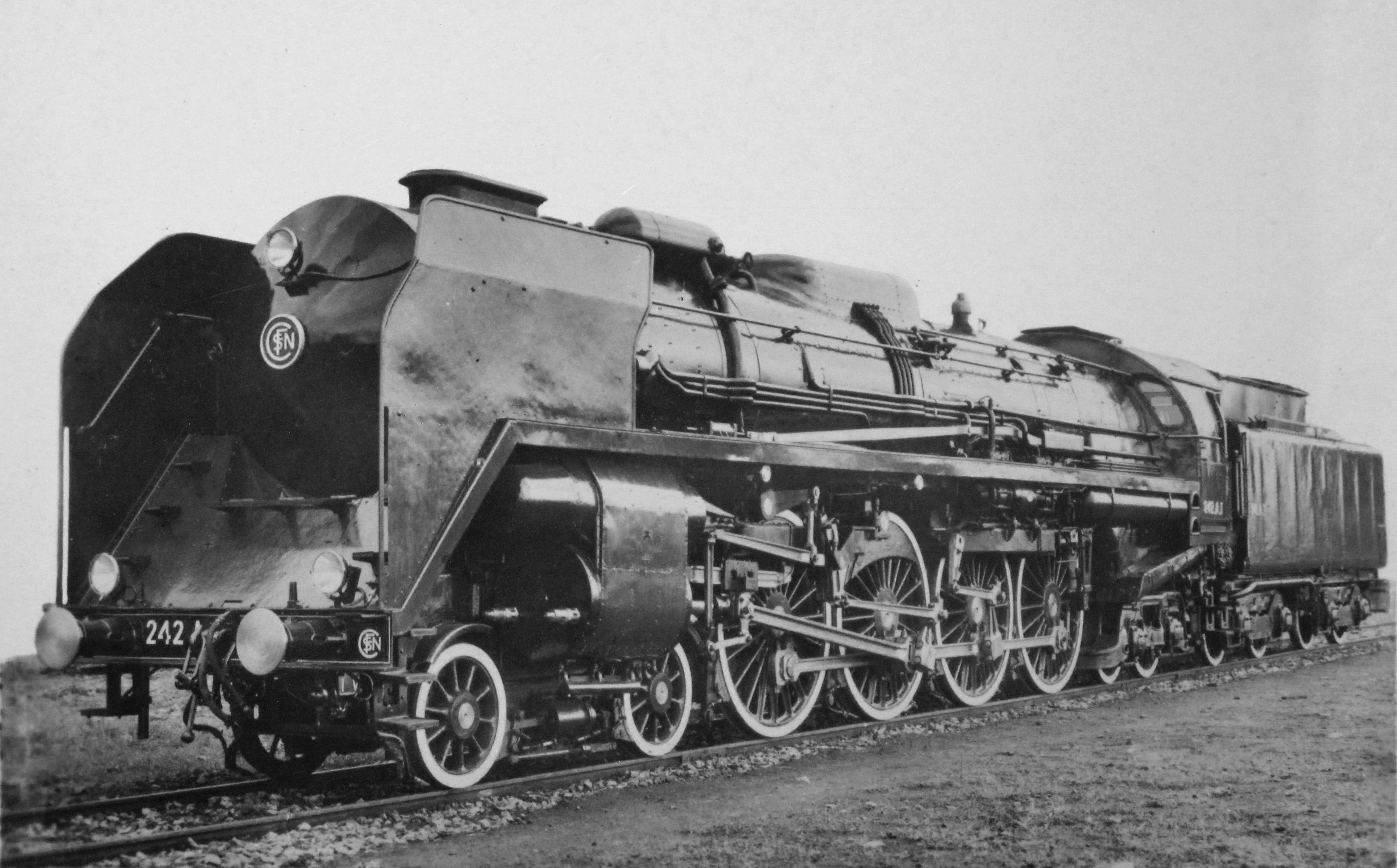
La locomotiva SNCF 3-241 B 101. Costruita nel 1932, tra il 1943 e il 1946 venne trasformata radicalmente sulla base di un progetto redatto da André Chapelon. A seguito della ricostruzione poté sviluppare una potenza di 3 900 kW e una prestazione fino a 1 000 t in piano. Viene considerata la migliore realizzazione dei principi di ottimizzazione del ciclo termodinamico propugnati dal suo progettista.

La prima innovazione fu l'adozione della doppia espansione, che venne realizzata in varie fogge cercando di ottenere i migliori risultati in fatto non solo di rendimento termodinamico ma di economia costruttiva, bilanciamento delle parti in movimento e continuità dello sforzo di trazione.
Una seconda innovazione fu l'adozione del vapore surriscaldato che realizzava economie di esercizio paragonabili alla doppia espansione ma permetteva di usare una meccanica meno complessa e di più facile guidabilità. Di pari passo con l'adozione del vapore surriscaldato ci fu l'abbandono del cassetto piano di distribuzione, usato fino ad allora, in favore del cilindro di distribuzione in cui non erano più significativi gli effetti che il vapore ad elevata temperatura produceva sul lubrificante.

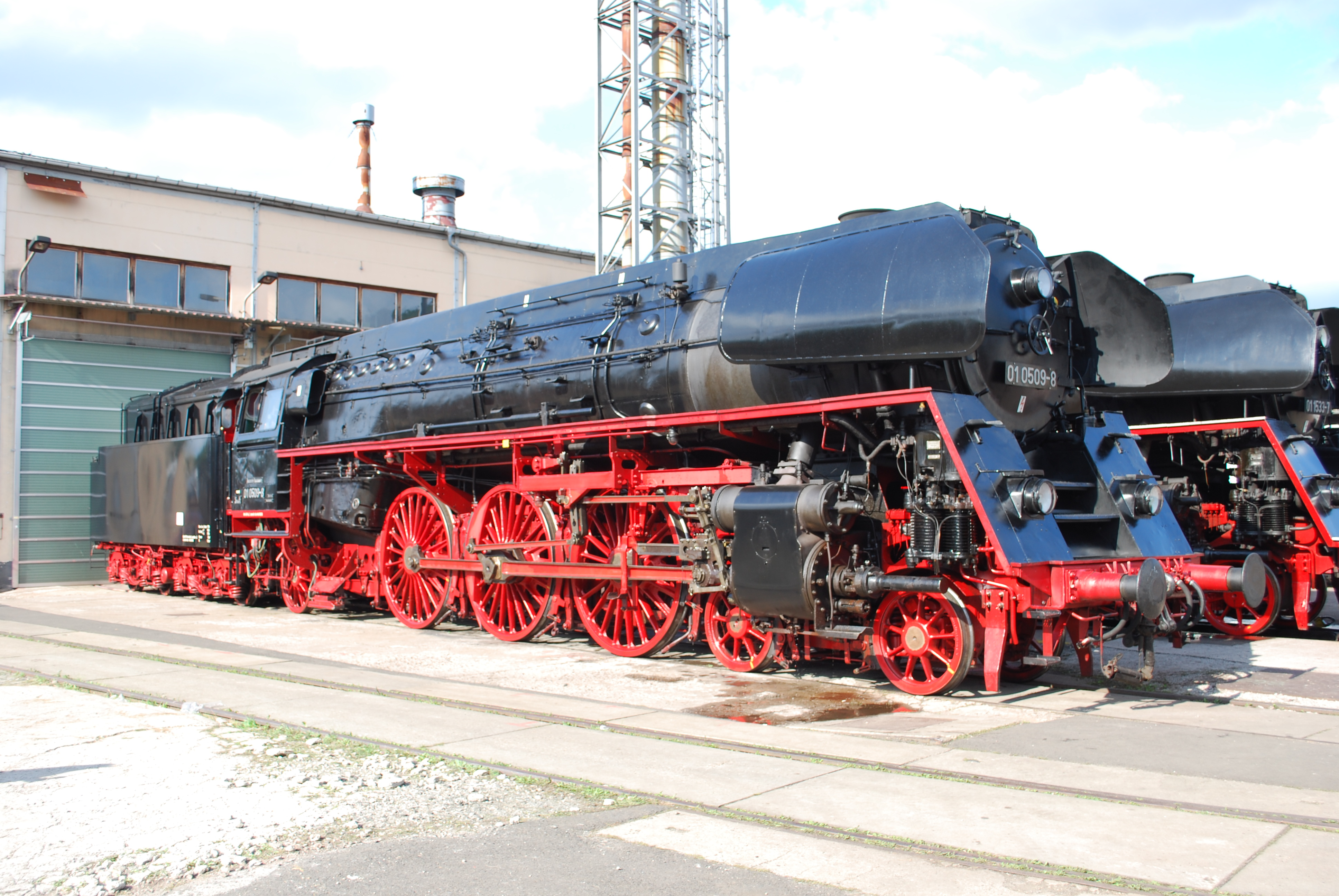
La locomotiva ex DR 01.0509. Costruite tra il 1962 e il 1965 come trasformazione di alcune locomotive del gruppo 01 e utilizzate fino al 1982, le unità del sottogruppo DR 01.5 sono considerate tra le più potenti e veloci locomotive "Pacific" che hanno prestato servizio in Europa.

L'uso di ambedue questi meccanismi fu limitato ed applicato nelle sole macchine in cui si cercò il massimo dell'efficienza. In Italia solo le locomotive del gruppo 746 adottarono questa soluzione, ma un difetto nella progettazione del motore a doppia espansione ne limitò la capacità di raggiungere velocità elevate.
Infine, come ultima manovra per migliorare il rendimento termodinamico, si adottarono preriscaldatori il cui compito era sfruttare il calore dei gas di scarico per elevare la temperatura dell'acqua da immettere in caldaia; un esempio di tali dispositivi fu il preriscaldatore Franco-Crosti.
Legata invece alle economie di manutenzione fu l'adozione della distribuzione Walschaerts (o Heusinger) al posto della distribuzione Stephenson ad eccentrici nelle sue varie varianti (Gooch ed Allan). Effimera fu anche l'adozione della distribuzione Caprotti a valvole, più semplice perché eliminava i complessi biellismi di azionamento e più precisa (ma allo stesso tempo più bisognosa di manutenzione).
Nessuno degli espedienti individuati dai progettisti riuscì tuttavia a salvare dal declino le locomotive a vapore: già nel primo dopoguerra il primato delle vaporiere iniziò ad essere minato dall'espansione delle linee elettrificate e nel secondo dopoguerra dall'avvento delle macchine diesel la cui tecnologia era ormai consolidata. In Gran Bretagna l'ultima locomotiva a vapore in servizio regolare di linea andò in pensione l'11 agosto 1968, nelle nazioni del blocco orientale ne sono sopravvissute ancora per qualche decennio e così è avvenuto in Cina. Rimasero e sono operative fino al giorno d'oggi alcune "ferrovie museo" o turistiche in varie parti del mondo che usano locomotive a vapore restaurate.

### In Italia

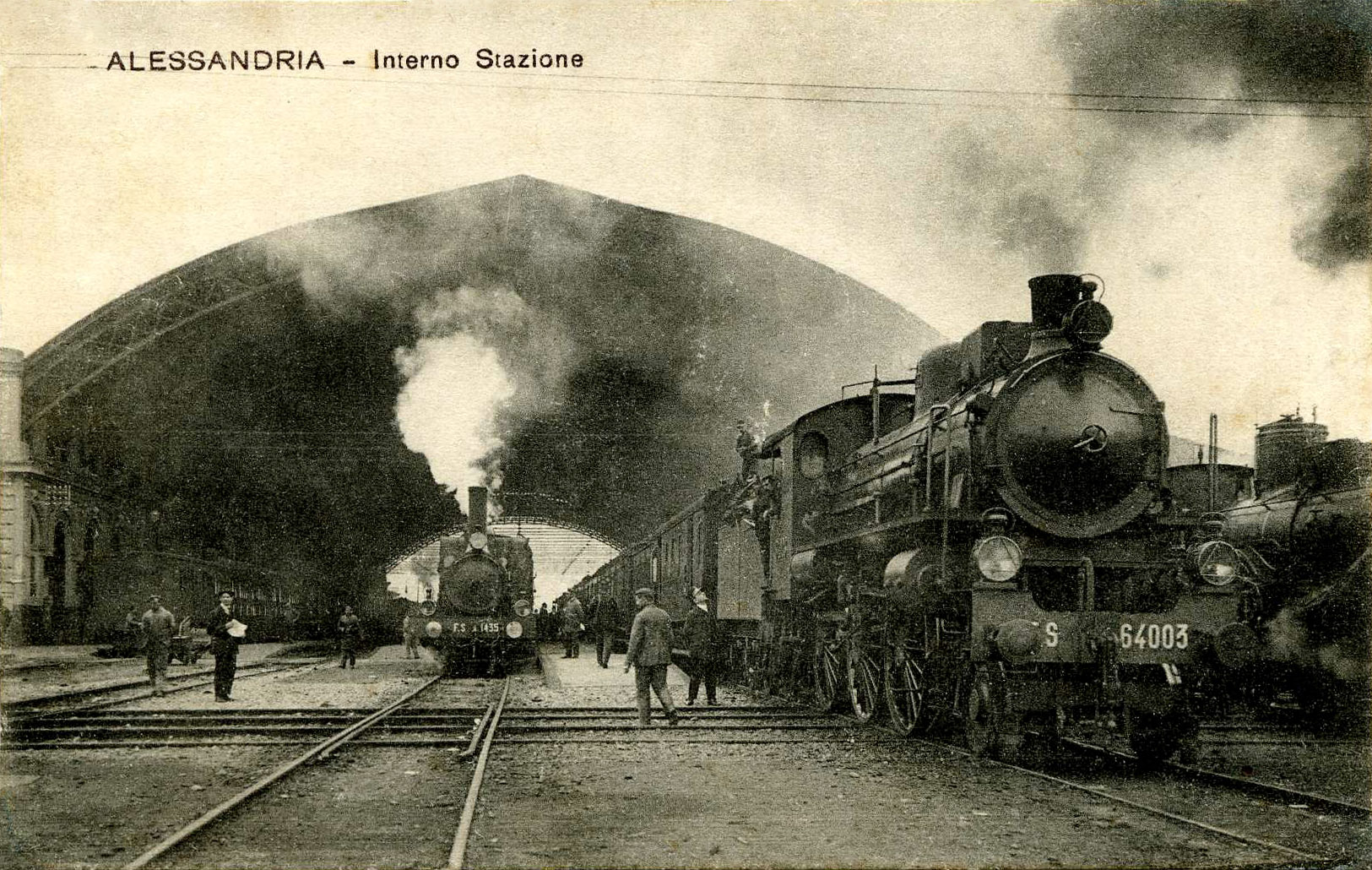
La stazione ferroviaria di Alessandria verso il 1910. In primo piano la locomotiva FS 640.003. Il gruppo 640 FS, per la prima volta, utilizzò il surriscaldatore Schmidt

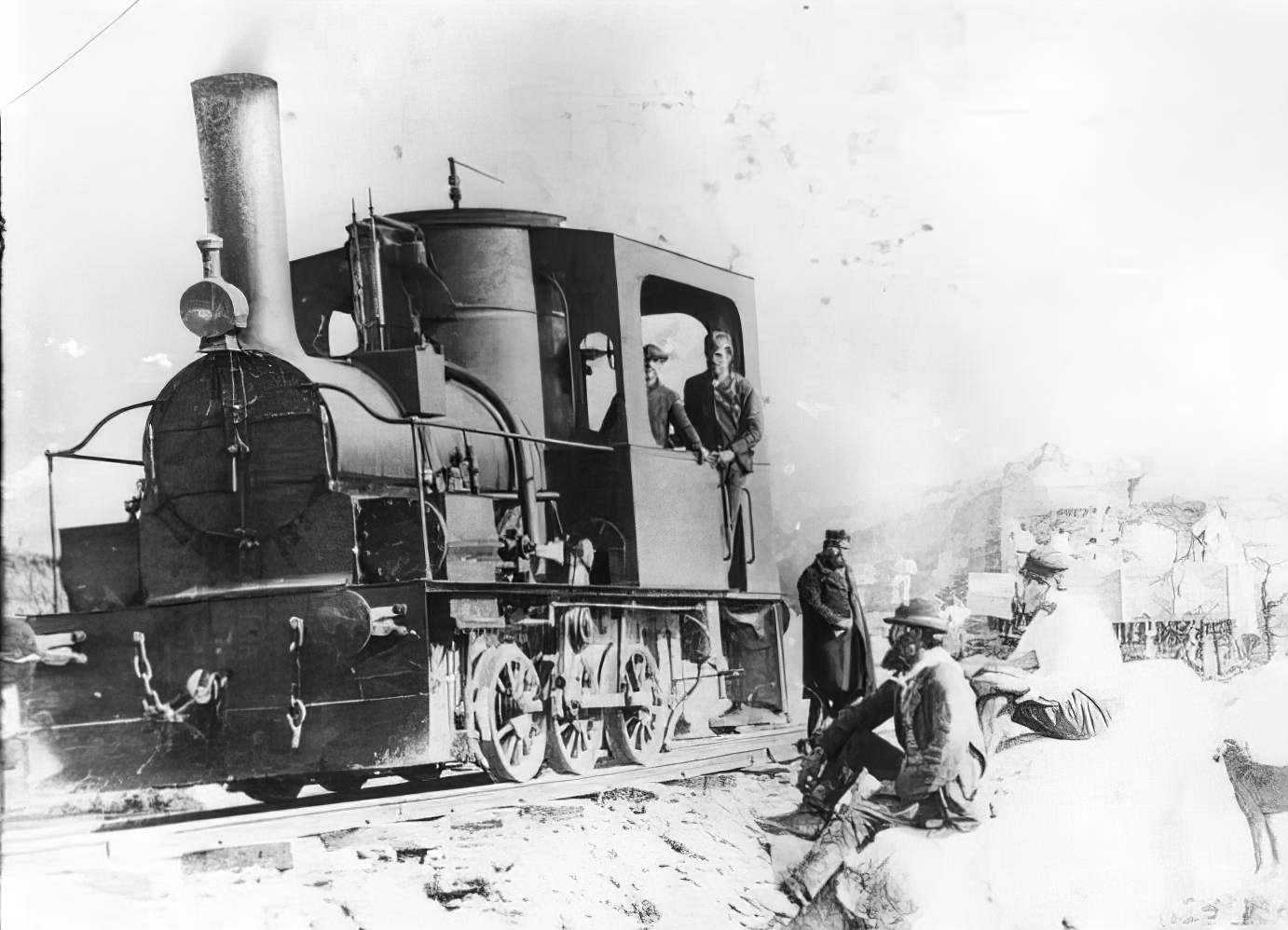
Locomotiva Carels della tranvia Portonaccio-Ciampino-Marino

Le prime locomotive a vapore adoperate in Italia furono di costruzione inglese, francese e belga; allo scopo di liberarsi dall'onere legato alla loro importazione intorno alla seconda metà del XIX secolo anche in Italia, nei regni pre-unitari, iniziarono ad essere costruite locomotive a vapore: dapprima nel regno delle Due Sicilie, a Pietrarsa (Napoli), poi all'Ansaldo e, infine, nelle officine di Modena e Verona. Ma non ci si liberò del tutto dall'importazione, che in seguito verté sulle fabbriche bavaresi e prussiane ma con i primi decenni del nuovo secolo ci si affrancò quasi del tutto. La scuola italiana sviluppò locomotive di impostazione semplice ed anche importanti progetti come il carrello Zara, il preriscaldatore Franco-Crosti e la distribuzione Caprotti.

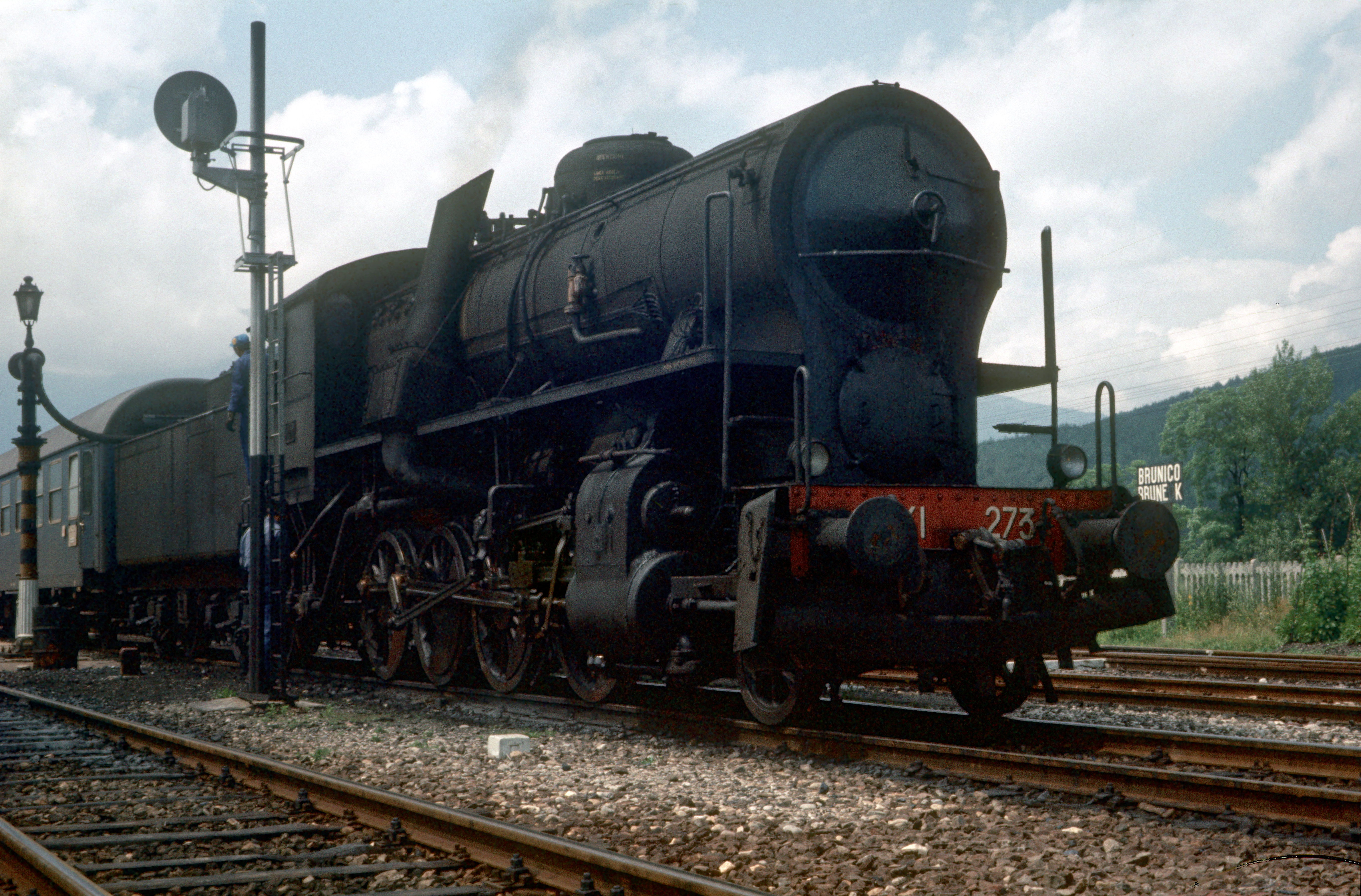
Locomotiva con preriscaldatore Franco-Crosti FS Gr. 741 273.

In Italia la produzione e l'uso delle locomotive a vapore ebbe vita più breve che all'estero soprattutto in conseguenza dell'onerosità dell'importazione del carbone che aggravava le spese di esercizio rispetto ad altri stati europei.
Nel 1905 le neo-costituite Ferrovie dello Stato ereditarono un parco macchine comprendente 2664 unità di diverse caratteristiche, per lo più obsolete; vennero sviluppati nuovi progetti e soprattutto negli anni venti videro la luce macchine di buone prestazioni ma i buoni risultati ottenuti, prima, con la trazione elettrica trifase e a partire dal 1928 con quella a corrente continua, spinsero in secondo piano le macchine a vapore. L'ammodernamento del parco FS puntò su un ristretto numero di gruppi ottenuti come evoluzione di quelli più riusciti, su un limitato sviluppo di nuovi modelli e ricostruzione, con miglioramenti, di macchine esistenti. Per questo il Gruppo 695 rimase solo sulla carta mentre il Gruppo 691 fu ottenuto per trasformazione delle macchine del Gruppo 690 con l'adozione della stessa caldaia del Gruppo 746. La regina della flotta rimase la 685, anche nella versione S con caldaia a 16 atmosfere e preriscaldatore, mentre il vero cavallo da tiro delle FS fu rappresentato dal Gruppo 740.
Tipici della scuola costruttiva italiana sono
- Il carrello Zara, o italiano, un carrello articolato che comprende un asse portante e l'adiacente asse motore. I giochi delle bielle consentivano i moderati spostamenti dell'asse motore.
- Preriscaldatore Franco-Crosti, capace di stravolgere la fisionomia di una locomotiva, usualmente montato in coppie, simili a grossi lanciasiluri, a fianco della caldaia. Era caratteristica delle macchine dotate di questo dispositivo l'arretramento del camino presso la caldaia.
- Distribuzione a valvole Caprotti, che permetteva tra l'altro una migliore immissione del vapore nei cilindri.
- Uso del gruppo Ansaldo per riunire in un unico punto la presa di vapore per vari dispositivi (iniettori, pompa dei freni, soffiante, riscaldamento).

## Principio di funzionamento

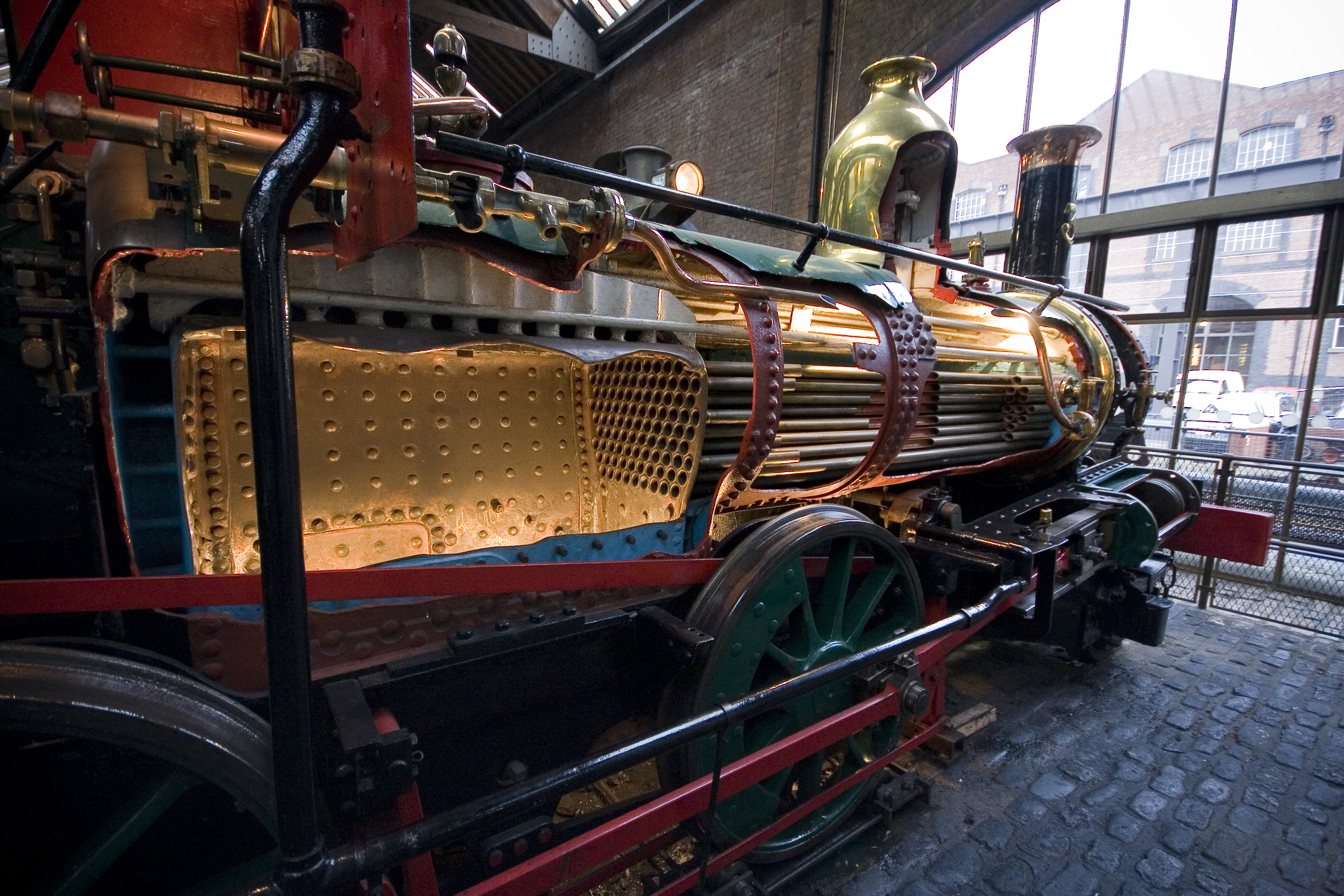
Una locomotiva a vapore con la caldaia e il focolare esposti (focolare a sinistra)

La locomotiva a vapore ottiene l'energia per il suo funzionamento dalla combustione di un combustibile. Con l'adozione di opportuni accorgimenti costruttivi è possibile alimentare il forno con combustibili solidi, liquidi o gassosi.
Tuttavia il combustibile principale è il carbone (lignite o litantrace) ma, soprattutto nei paesi ricchi di legname sono stati molto diffusi anche la legna e l'olio minerale. In generale la scelta del combustibile è stata sempre fatta sulla base di criteri di economicità. In particolari situazioni sono stati utilizzati combustibili diversi: la scarsità di carbone ha portato la Baviera a sperimentare la torba, l'Italia a sperimentare il metano, in tempi più recenti, ma con esiti insoddisfacenti soprattutto a causa della elevata pericolosità; in Pennsylvania, ed in generale nell'ovest degli Stati Uniti, la grande disponibilità di antracite non commerciabile per uso urbano ha fatto nascere locomotive adatte ad usare questo tipo di carbone. Durante la seconda guerra mondiale, la Svizzera ha sperimentato la sostituzione del combustibile con robusti resistori che sfruttavano l'effetto Joule per portare l'acqua ad ebollizione.
Il carico del carbone o della legna nel forno è sempre stato devoluto ad un agente di fatica detto "fuochista", ma un buon numero di locomotive tra quelle di progettazione più recente sono state attrezzate con dispositivi di alimentazione a getto di carbone polverizzato.
Mentre i combustibili solidi vengono fatti bruciare su una graticola, il metano e l'olio minerale richiedono opportuni bruciatori. I bruciatori per l'olio minerale lo preriscaldano e lo nebulizzano con un getto di vapore e, durante l'accensione della locomotiva, a tale scopo questa viene portata in pressione con il carbone fintanto che sia stato prodotto abbastanza vapore per far funzionare il bruciatore. In certi casi vengono dotate di un generatore di vapore ausiliario.
La fiamma attraverso le pareti del forno e i gas di combustione attraverso i tubi di fumo della caldaia, trasferiscono il calore all'acqua che, arrivata all'ebollizione, si trasforma in vapore che viene inviato al motore per generare movimento.
Per avere una combustione efficiente è necessario che il combustibile sia costantemente a contatto con aria ricca di ossigeno. Quando la macchina è in movimento l'aria per la combustione è immessa attraverso le portelle del cineratoio ed il tiraggio viene favorito, in corsa, dal vapore di scarico dei cilindri motori scaricato nel camino attraverso una condotta di foggia tale da generare una depressione che aspira i fumi di combustione verso la camera a fumo. Quando la macchina è ferma il tiraggio viene aumentato con l'uso del soffiante, un dispositivo che sostituisce il vapore di scarico dei cilindri con quello prelevato dalla caldaia. 

## La tecnica
Esiste una grandissima varietà di tipi e modelli di locomotive a vapore ma tutte hanno alcuni elementi costruttivi di base comuni:
| | | |
| Schema di locomotiva a vapore 2'C1' ("Pacific") tender separato di disegno americano | | |
| - 1 - Tender - 2 - Cabina di guida - 3 - Fischio a vapore - 4 - Leva d'inversione - 5 - Valvola di sicurezza - 6 - Turbogeneratore - 7 - Sabbiera - 8 - Leva del regolatore - 9 - Duomo - 10 - Pompa del fremo - 11 - Camera a fumo - 12 - Tubo di alimentazione dei cilindri - 13 - Coperchio della camera a fumo - 14 - Corrimano - 15 - Carrello posteriore - 16 - Praticabile (banchina) - 17 - Trave del telaio - 18 - Ceppo del freno - 19 - Lanciasabbia - 20 - Biella accoppiata | - 21 - Meccanismo della distribuzione - 22 - Biella motrice - 23 - Stelo dello stantuffo - 24 - Pistone - 25 - Distributore - 26 - Canali di introduzione e di scarico - 27 - Forno - 28 - Fascio tubiero - 29 - Corpo cilindrico - 30 - Elementi del surriscaldatore - 31 - Regolatore - 32 - Collettore del surriscaldatore - 33 - Camino - 34 - Fanale - 35 - Accoppiatore del freno - 36 - Cassa dell'acqua - 37 - Cassa del carbone - 38 - Griglia - 39 - Ceneratoio - 40 - Boccola | - 41 - Bilanciere - 42 - Balestra - 43 - Ruota motrice - 44 - Pendino - 45 - Eiettore - 46 - Carrello di guida - 47 - Gancio di trazione |

Tutti i tipi di locomotiva a vapore sono composti essenzialmente da un carro, un generatore di vapore, un meccanismo motore a 2, 3 o 4 cilindri, un sistema di trasmissione, quasi sempre a bielle, e il rodiggio.
Il carro è costituito dal telaio, la struttura portante della locomotiva, che poggia sulle ruote (seconda componente del carro) attraverso un meccanismo di sospensioni che permette di ripartire i pesi. Usualmente, per migliorare il comportamento in marcia della locomotiva oppure per sostenere il peso di una griglia del focolaio molto ampia, si aggiungono assi portanti o folli nella parte anteriore o posteriore. Qualora si intenda sfruttare al massimo il peso della locomotiva per la trazione si omettono questi assi e si ha una macchina a "piena aderenza".
Il carro trasporta, usualmente nella parte anteriore, i cilindri motori e la distribuzione.
La conformazione più diffusa prevede un generatore di vapore orizzontale a tubi di fumo, poggiante su un carro (formato da telaio e ruote), il cui vapore viene usato dal motore. A seconda dell'autonomia richiesta alla locomotiva le scorte di acqua e combustibile possono essere trasportate su un carro separato (tender) accoppiato rigidamente alla locomotiva oppure essere trasportate in appositi spazi sulla locomotiva, che viene detta locomotiva-tender o locotender.
Il generatore di vapore, essenzialmente, comprende il forno o focolare, costruito in rame o in acciaio e posto nella parte posteriore (fanno eccezione le, poco diffuse, locomotive con cabina anteriore). La costruzione in rame offre una migliore conducibilità termica, la costruzione in acciaio una maggiore robustezza.
Il forno è circondato, superiormente ed ai lati, dalla caldaia, e attraverso queste superfici avviene il riscaldamento diretto dell'acqua da parte della fiamma. Ma l'essere circondato dalla caldaia implica che, quando questa è in pressione, sulle pareti esterne del forno viene esercitata una pressione molto superiore a quella dell'aria all'interno. Per non far collassare le pareti del forno, queste sono ancorate alle pareti della caldaia tramite dei tiranti metallici che le sostengono.

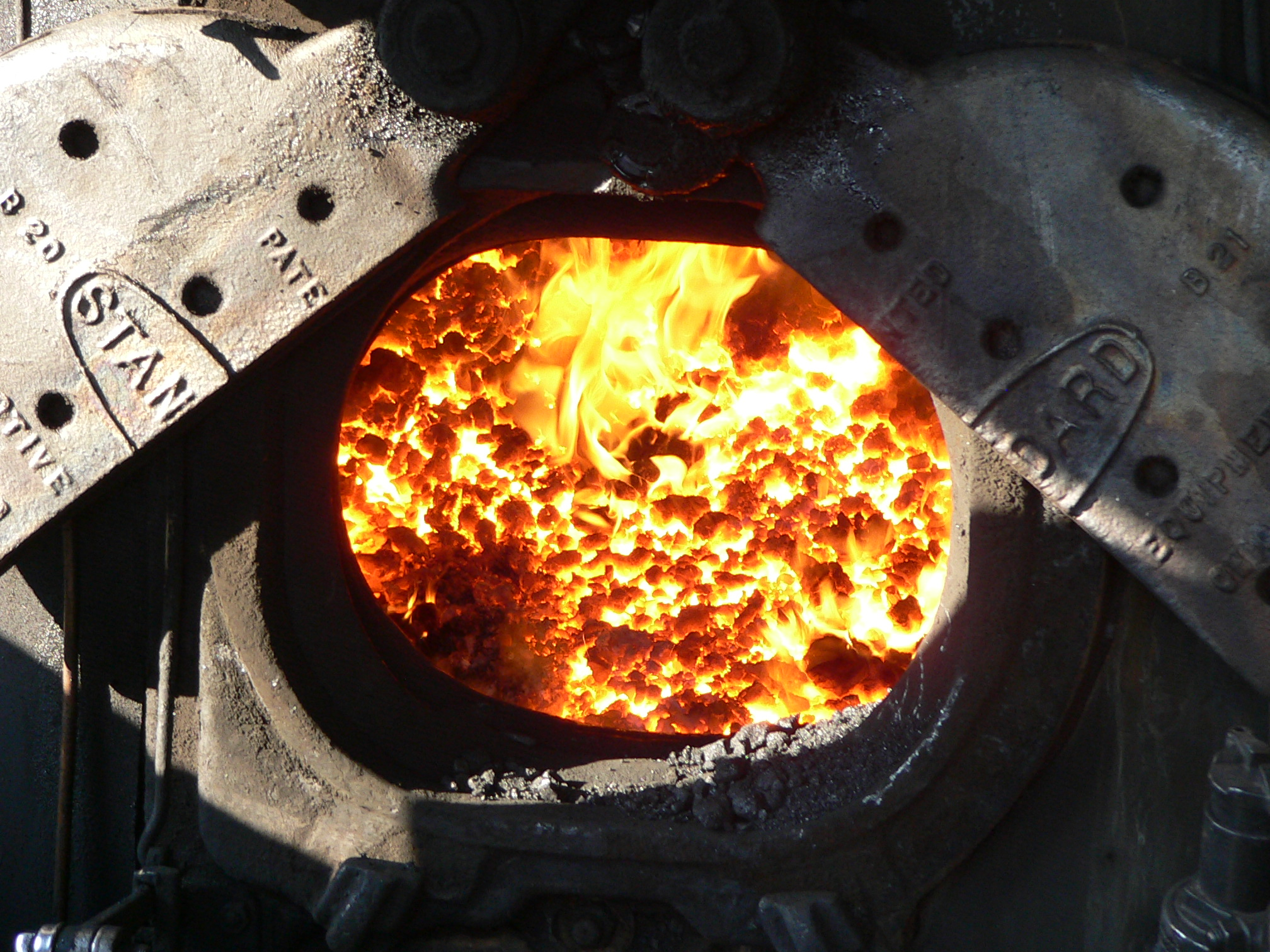
Bocca del forno di una locomotiva a vapore

Nella parte inferiore del forno c'è la griglia su cui arde il combustibile solido; posteriormente c'è la bocca del forno, chiusa da un portello apribile, attraverso la quale il fuochista vi spala il carbone.
Al di sopra della griglia c'è un voltino in materiale refrattario il cui scopo è aumentare il percorso dei gas di combustione per favorire la completa ossidazione degli stessi ed accrescere l'efficienza. A questo scopo, in alcune caldaie vi è un ulteriore spazio prima della piastra tubiera, detto camera di combustione.
Le piastre tubiere, posteriore e anteriore, delimitano lo spazio della caldaia che contiene l'acqua da vaporizzare. In questo spazio attraversato dai tubi di fumo avviene lo scambio termico tra i gas di combustione e l'acqua. Nella parte superiore della caldaia si trovano uno o più duomi (dall'inglese dome, cupola) dove il vapore prodotto attraversa la valvola del regolatore per essere inviato al motore.
Oltre la piastra tubiera anteriore abbiamo la camera a fumo. All'interno di questa troviamo lo scappamento dei cilindri motori che viene utilizzato per favorire il tiraggio quando il treno è in movimento, e il soffiante, un tubo circolare, posto sotto il camino più o meno in corrispondenza dello scappamento. Il tubo presenta una corona di fori nella parte superiore e può essere messo in comunicazione diretta con la caldaia; il vapore della caldaia soffiato nel camino incrementa così artificialmente il tiraggio.
La camera a fumo, anteriormente, presenta un portello di ispezione e manutenzione dal quale gli accudienti possono estrarre i residui solidi di combustione (cineraccio).
Nelle locomotive a doppia espansione, la camera a fumo ospita generalmente il receiver in cui viene scaricato il vapore dai cilindri AP che deve successivamente essere utilizzato nei cilindri BP.

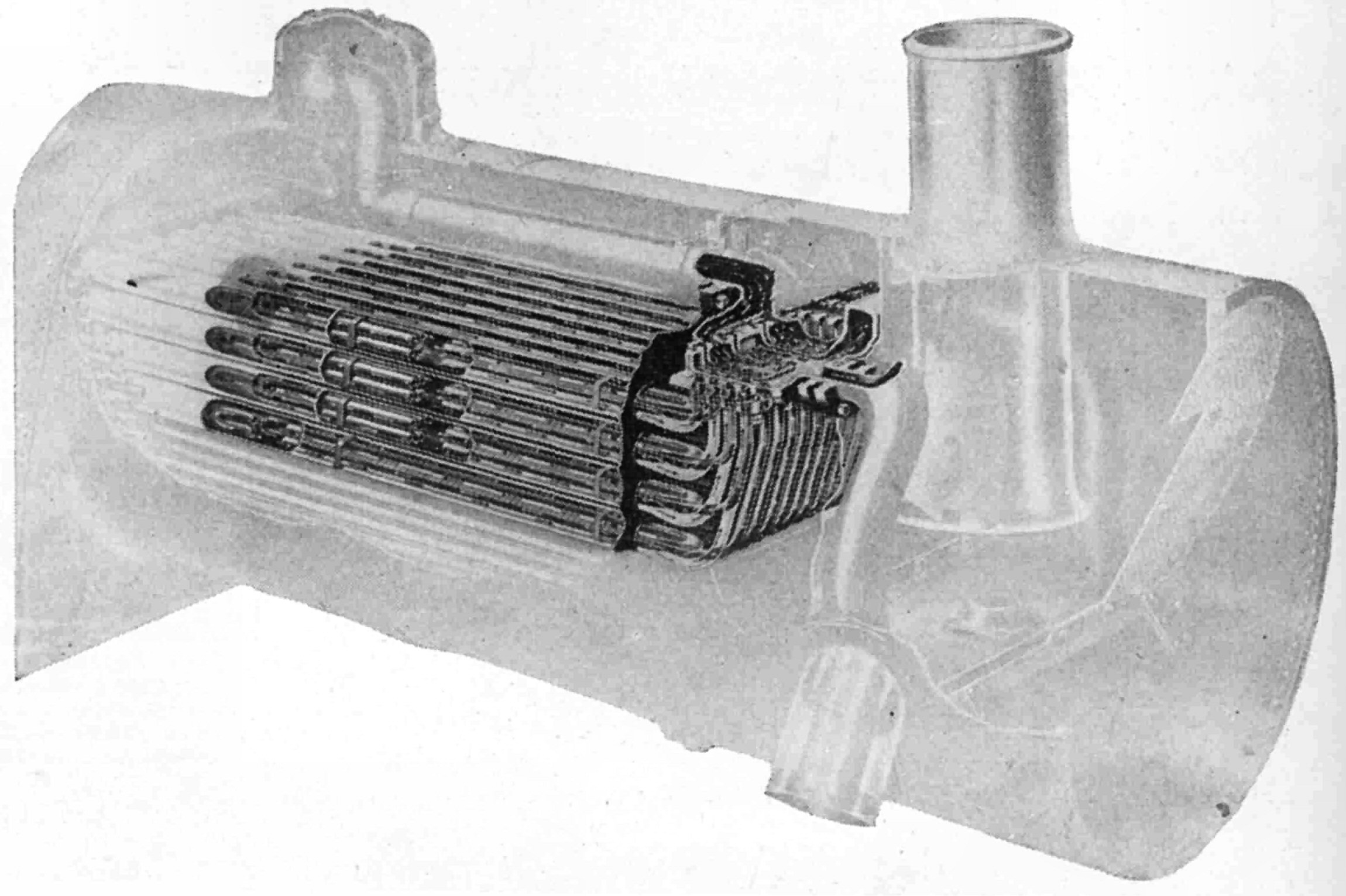
Caldaia con surriscaldatore

Le locomotive di tipo a vapore surriscaldato impiegano un apparecchio detto surriscaldatore. In queste il vapore raccolto nel duomo, a valle della valvola del regolatore, viene inviato al surriscaldatore e raggiungerà i cilindri dopo aver vaporizzato l'acqua in sospensione ed accresciuto la sua temperatura.
In alcune di queste il surriscaldamento viene ottenuto da una serie di tubi che circondano la camera a fumo, in altre la camera a fumo ospita una camera in cui il vapore viene smistato in vari tubi che a loro volta sono infilati in alcuni dei tubi della camera a fumo di sezione maggiorata. La figura riproduce schematicamente il fascio tubiero di una caldaia con surriscaldatore di questo tipo.

## La distribuzione
Uno degli organi più importanti ed essenziali di una locomotiva a vapore è la distribuzione; essa è quel meccanismo che provvede ad alimentare i cilindri in modo opportuno e regolarne il funzionamento e la velocità dosando l'immissione e comandando lo scarico. I meccanismi azionano un cassetto di distribuzione nei tipi più antichi sostituito da un cilindro distributore in quelli più recenti.
Il termine asta di comando del cassetto è rimasto anche nelle locomotive che utilizzano il cilindro di distribuzione (tutte quelle a vapore surriscaldato, ad esempio). Un altro termine rimasto in uso è leva, ad indicare il dispositivo con cui si manovra l'inversione di marcia (e si regola il grado d'introduzione), che in molte macchine è stata sostituita da un volantino. L'insieme dei comandi che compongono il meccanismo della distribuzione provvede anche a stabilire il senso di marcia avanti o indietro.
Nel tempo sono state adottate varie tipologie di distribuzione. Le più note sono:
- Stephenson
- Allan
- Gooch
- Walschaerts/Heusinger
- Caprotti

La distribuzione Walschaerts prende il nome dal suo inventore, il belga Egide Walschaerts, che la brevettò nel 1844. È il tipo di distribuzione più diffuso. Le prime tre sono antecedenti alla Walschaerts mentre la distribuzione Caprotti è successiva; quest'ultima utilizza un sistema di valvole comandate da camme che aumenta il rendimento semplificando notevolmente il meccanismo ma risulta più delicata e richiede una maggiore manutenzione.

## Condotta

### I controlli
Nella cabina di guida sono presenti vari dispositivi: valvole, leve, manometri, più una serie di attrezzi. Possiamo suddividerli grossomodo in tre categorie:
- relativi alla condotta della caldaia
- relativi alla condotta del treno
- ausiliari

I primi sono usualmente di pertinenza del fuochista, o degli accudenti durante gli stazionamenti.
Abbiamo quindi la pala con cui si spala il carbone ed i "ganci" per intervenire sul fuoco nel forno (ad esempio per rompere i depositi di scorie o risistemare il carbone all'inizio ed alla fine dello stazionamento).
In molti paesi, dove le locomotive a vapore si sono evolute più che in altri, (come ad esempio l'Italia), sono state realizzate locomotive con uno "stoker" meccanico, un dispositivo in grado di trasportare il carbone dalla carboniera alla fornace. Legato all'uso dello stoker e parimenti assente dalle locomotive italiane è il dispositivo che consente di scuotere il letto di carbone o addirittura di rovesciare la griglia del forno per facilitarne ed accelerarne la pulitura.
Attaccati direttamente alla parte posteriore della caldaia troviamo gli indicatori del livello dell'acqua, che deve essere sempre sufficiente a coprire la sommità del forno (cielo del focolaio - la cui posizione è indicata da un'apposita targhetta) pena il surriscaldamento e la fusione dei tappi di sicurezza, con conseguente immobilizzazione della locomotiva (e relative sanzioni). Lo scoprimento del cielo del focolaio può avere conseguenze anche più disastrose e tragiche della fusione dei tappi, come lo scoppio della caldaia..
L'indicazione è data dal livello che l'acqua raggiunge in uno o due tubetti di vetro in comunicazione con la caldaia. Una serie di rubinetti consente di verificare il buon funzionamento degli stessi portandoli in comunicazione con l'atmosfera. Di ausilio all'indicatore, che può danneggiarsi in corsa, ci sono tre rubinetti che attingono alla caldaia ad altezze diverse. In condizioni normali dal più alto dovrebbe uscire solo vapore, dal più basso acqua, dal mediano una miscela. Viste le temperature in gioco, la manovra di questi rubinetti non è semplice. Dal pavimento fuoriescono poi le leve per azionare le saracinesche che permettono lo svuotamento della caldaia (ad esempio per la sua pulitura).
Per la regolazione del tiraggio abbiamo la valvola che permette di inviare al soffiante vapore prelevato dalla caldaia, creando un tiraggio artificiale, e, fuoriuscenti dal pavimento, le leve per il controllo delle portelle del cineratoio (o ceneratoio o cineraio, a seconda delle influenze dialettali) usate per ridurre l'afflusso di aria al forno e calare quindi la fiamma (effetto opposto al soffiante).
Infine, tra i dispositivi per la condotta della caldaia, ci sono i dispositivi per rifornire d'acqua la caldaia: se le primissime locomotive si fermavano quando l'acqua in caldaia finiva ed in quelle di poco successive la pressione del vapore era sufficientemente bassa da essere vinta con una pompa a mano, nelle locomotive la cui pressione di caldaia supera le 10 atmosfere sono necessari dei dispositivi meccanici (iniettori) che riescano a vincere la pressione del vapore. Il tipo di iniettore più comune sfrutta il vapore della caldaia stessa per trascinare l'acqua con forza sufficiente da vincere la pressione che il vapore esercita sulla valvola di ritenuta.
Gli iniettori si attivano aprendo il rubinetto dell'acqua,
quindi la relativa valvola del vapore. In certe situazioni si può intervenire sulla valvola di ritenuta per inviare il vapore al tender attraverso la condotta dell'acqua o per spurgare la stessa o per riscaldare il contenuto del tender quando la temperatura è particolarmente rigida.
I dispositivi relativi alla guida del treno comprendono "il regolatore", la leva con cui il macchinista comanda la valvola che regola la quantità e la pressione del vapore inviato al motore. La funzione è paragonabile a quella dell'acceleratore nella comune automobile, solo che non c'è un minimo, a regolatore chiuso non passa vapore.
La direzione ed il grado d'introduzione del vapore si controllano con la "leva". Questa può essere una lunga leva incernierata al pavimento della cabina oppure di un volantino calettato su un albero con una vite senza fine. Ambedue i dispositivi agiscono sull'asta di comando dell'inversione che a sua volta alza o abbassa la testa della leva del corsoio nel glifo ed hanno un dispositivo che blocca il comando sulla posizione prescelta.
La funzione di questo dispositivo è in qualche modo paragonabile a quella del cambio nelle automobili in quanto permette sia di invertire la marcia sia di regolare la quantità di energia da utilizzare per una certa quantità di spostamento.
Le posizioni estreme in cima ed in fondo al glifo sono quelle di massima introduzione, in cui si utilizza la quantità massima di energia (ovvero vapore) per la corsa del pistone (si introduce vapore prelevato dalla caldaia per il 75% della corsa del pistone, e lo si lascia espandere per il rimanente 25%) mentre la posizione al centro, neutra, è quella in cui il motore non è in grado di muoversi. In marcia usualmente si lavora con gradi di introduzione del 25%/30%.
Quando la locomotiva è in situazioni di aderenza difficile si attivano le sabbiere per soffiare sabbia sotto le ruote per non farle slittare.

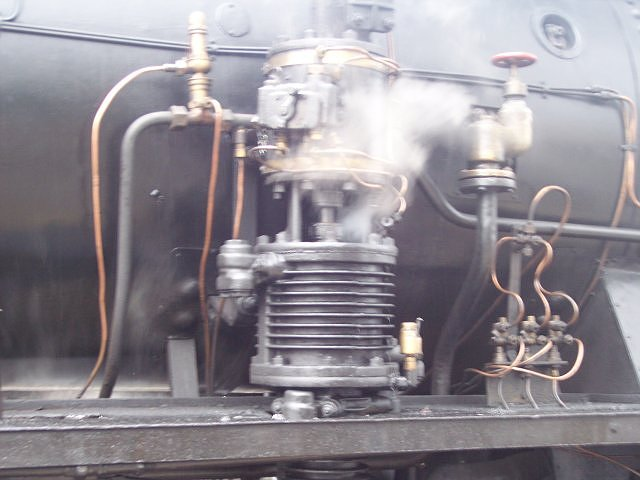
Pompa Westinghouse della 740.038 in funzione

Chiudono l'elenco dei comandi di condotta quelli dei vari freni, quello manuale, meccanico, usato negli stazionamenti in quanto di lenta manovra ed attivo sulla sola locomotiva, quello moderabile, anche questo agisce sulla sola locomotiva ma è azionato dall'aria compressa ed infine il freno continuo automatico, generalmente il Westinghouse. In Inghilterra si è usato il freno a vuoto, analogo come funzionamento con la differenza che nella condotta dei freni c'è il vuoto pneumatico invece di aria in pressione. Il freno a vuoto, potendo contare solo sulla pressione atmosferica, permette frenate meno energiche. Originariamente non si poteva regolare l'azione del freno continuo, da qui il nome di moderabile dato all'altro freno.

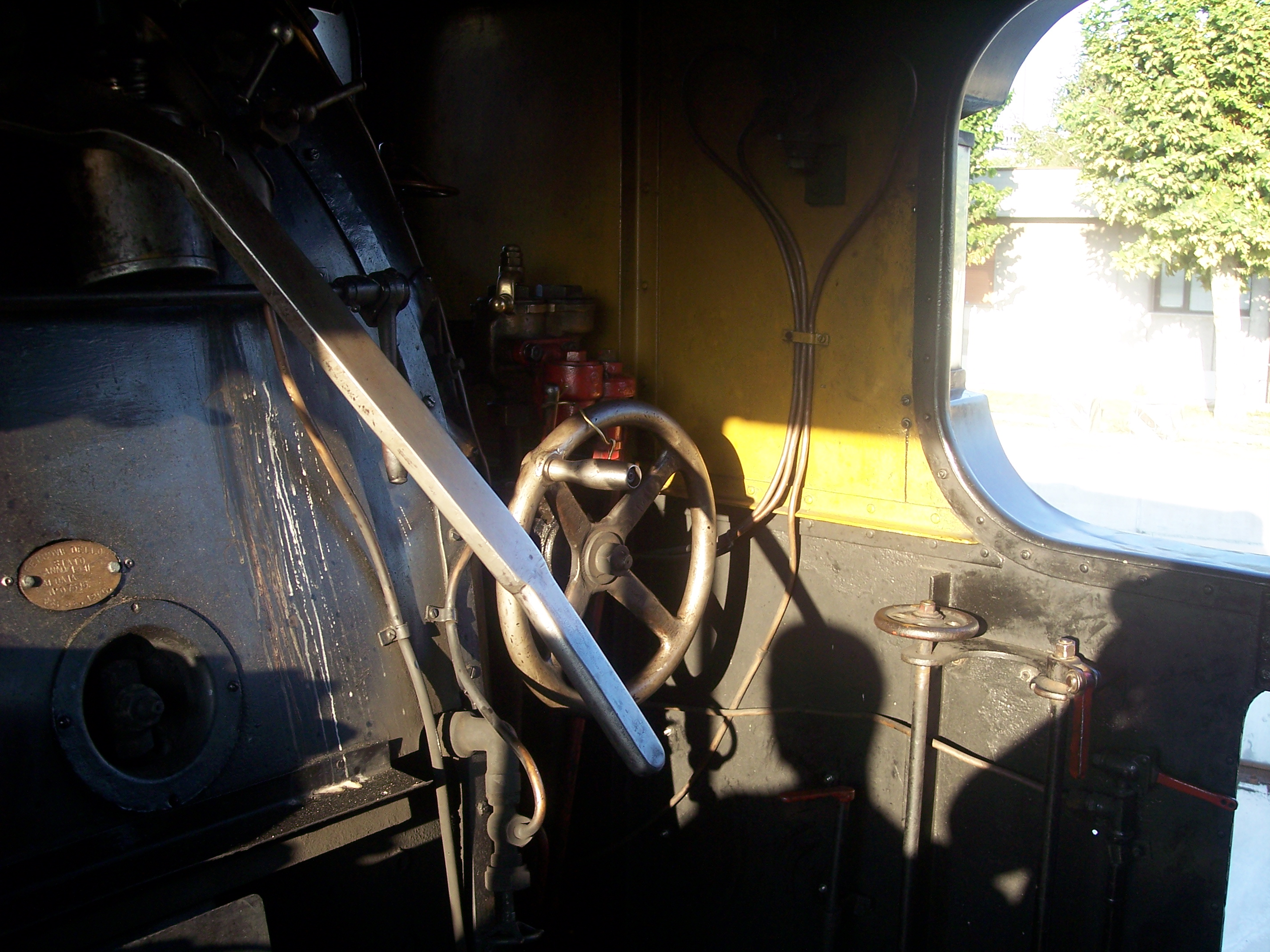
Comandi della 740.038

Sempre relativa al freno pneumatico c'è la valvola che permette di inviare vapore alla pompa che riempie i serbatoi d'aria dei freni. È questa pompa la responsabile del rumore ritmico che si sente vicino ad una locomotiva in sosta ed in attesa di partire.
Chiude la carrellata la valvola che permette di inviare vapore nelle condotte del riscaldamento delle vetture.
In Italia, come abbiamo visto, il soffiante, le valvole per gli iniettori, quella per la pompa dei freni e quella per il riscaldamento delle carrozze sono riunite nel "gruppo Ansaldo".

### Il lavoro
A differenza di altri rotabili una locomotiva a vapore richiede il lavoro di varie persone sia in fase di stazionamento o sosta che durante la condotta:
- un accenditore per l'accensione del fuoco
- accudienti per le soste prolungate
- uno (o due) fuochisti per la condotta della caldaia.
- un macchinista, per la condotta del treno in corsa.

Quando la macchina è spenta si deve preparare il forno per l'accensione utilizzando legna e stoppacci e controllare che la caldaia sia riempita di acqua al punto giusto.
Una volta che il legname ha preso fuoco si comincia ad aggiungere carbone e si prepara il cosiddetto fuoco di stazionamento, portando la pressione in caldaia a circa 4 o 5 atmosfere, la cosiddetta pressione di stazionamento. La salita di pressione deve essere lenta in quanto il riscaldamento repentino può provocare tensioni tra parti che si sono riscaldate in modo differente; tali tensioni potrebbero causare danni soprattutto in presenza di materiali diversi con diverso coefficiente di dilatazione.

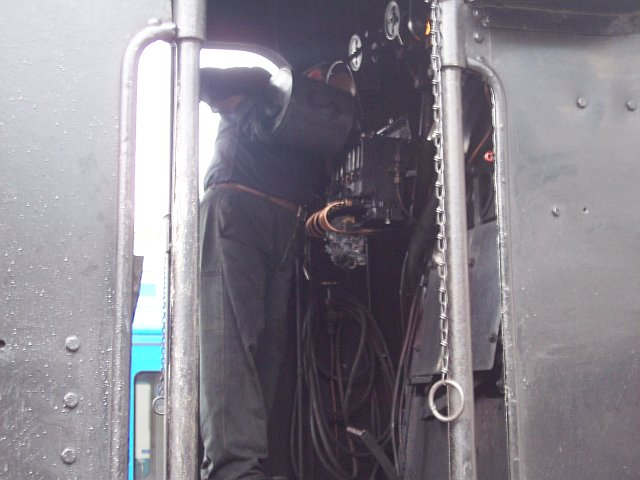
Rabbocco del lubrificante prima della partenza

Il lavoro degli accudienti è relativamente facile dato che la macchina è ferma. Il fuoco di stazionamento va tenuto limitato alla parte avanzata del forno e pertanto occorre lanciare bene il carbone con la pala per farlo finire al posto.
La locomotiva rimane in questa condizione fino ad alcune ore prima della partenza, momento in cui il fuochista prende le consegne e comincia a portare la macchina, lentamente, alla pressione di lavoro che di massima si aggira tra 12 e 16 bar. Cambia la disposizione del fuoco, spostando il carbone sui lati per incrementare il trasferimento di calore. Altro carbone acceso viene messo sotto la bocca da forno per limitare l'entrata di aria fredda nel forno da quella parte.
In presenza di pressione sufficiente avvia anche la pompa per caricare il serbatoio dei freni: al momento di entrare in servizio la pressione deve essere al "livello di timbro" (al massimo) ed i serbatoi dei freni pronti all'uso. È buona norma evitare l'intervento delle valvole di sicurezza, perché si sprecherebbe inutilmente energia.

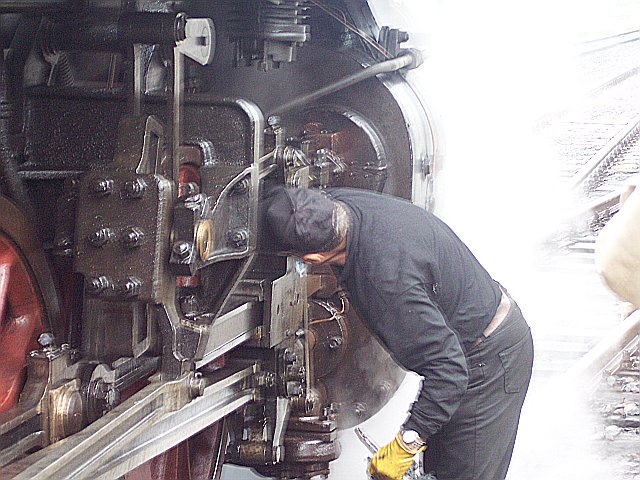
Una fase della lubrificazione

Il macchinista prende in consegna la macchina più tardi, esegue personalmente un giro di ispezione per accertarsi che tutto sia in ordine e che i vari punti di lubrificazione del biellismo e dei cuscinetti, nonché i serbatoi relativi siano ben riempiti.
Al momento di partire il macchinista porta al massimo il grado di introduzione, mediante la leva apposita, sfrena la macchina ed apre il regolatore. Una volta avviato il convoglio e in corsa agirà, diminuendolo, sul grado d'introduzione e sul regolatore per mantenere la velocità opportuna; comunque cercherà di tenere tutto al minimo valore possibile per sfruttare al meglio l'espansione del vapore e limitare i consumi di acqua e carbone.
In marcia il lavoro del fuochista è più complicato in quanto per spalare il carbone deve tenersi in equilibrio con un piede sul tender e l'altro sulla piattaforma della cabina. Deve tenere sempre rifornita la caldaia di acqua, reintegrando quella utilizzata come vapore e far sì che la pressione sia sempre al massimo. Ogni immissione di acqua in caldaia la raffredda quindi deve provvedere a spalare il carbone per rialzare la temperatura prima possibile. Di tanto in tanto bagna il carbone del tender per non far sollevare polvere, spazzando via quanto cade. Alla fine del servizio avrà caricato in forno con la pala alcune tonnellate di carbone.
Il macchinista ha la piena responsabilità della locomotiva e della condotta del treno; deve tener d'occhio la linea ed i suoi segnali ma anche il livello dell'acqua in caldaia. Tale controllo è importantissimo in quanto, se il livello dovesse abbassarsi troppo, il cielo del focolaio si surriscalderebbe e i tappi di sicurezza si fonderebbero, con conseguente allagamento del forno della locomotiva e spegnimento del fuoco. Tale evenienza bloccherebbe la locomotiva per molto tempo in officina per la riparazione.

### Le infrastrutture

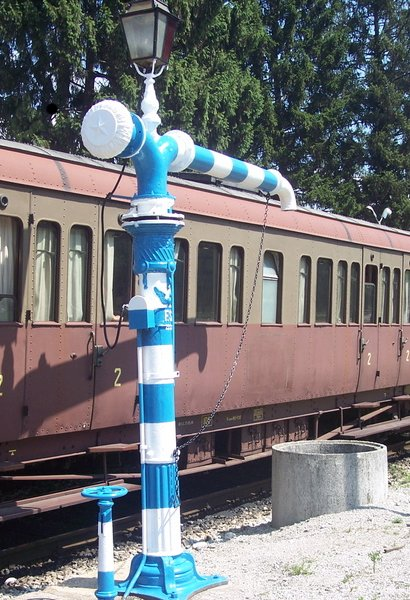
Colonna idrica del 1915, perfettamente restaurata nei colori bianco e blu del compartimento di Venezia, e funzionante (Feltre, 2 luglio 2006)

Le locomotive a vapore richiedono tutta una serie di infrastrutture la cui utilità, con la cessazione dei servizi a vapore, è diminuita o del tutto scomparsa nella maggior parte dei depositi locomotive. Oggi, per i servizi a vapore turistici e rievocativi si deve ricorrere a dei sostituti.

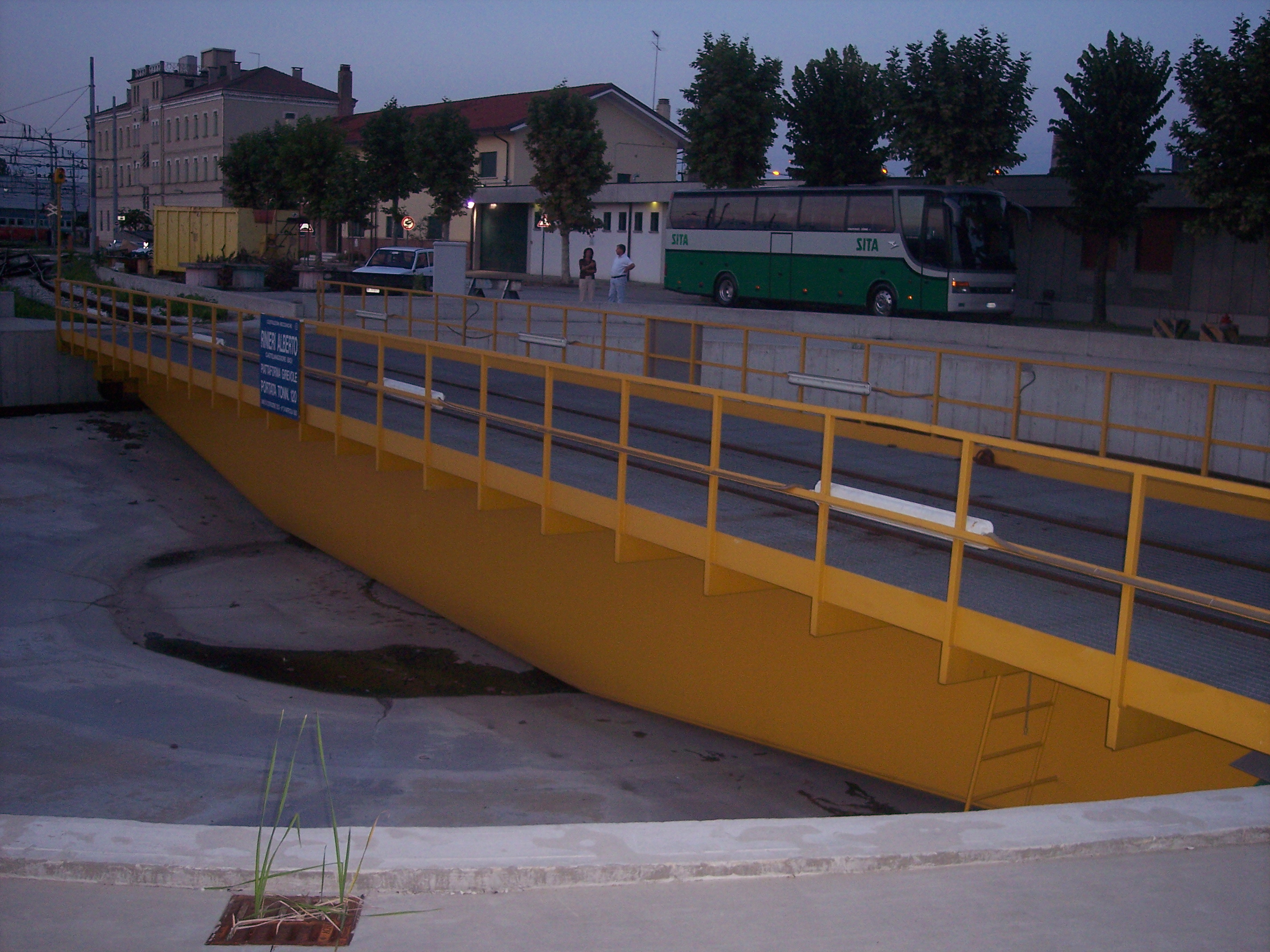
Piattaforma girevole del Deposito Locomotive di Mestre

I depositi locomotive atti alla trazione a vapore comprendevano una serie di strutture essenziali:
- Una o più torri dell'acqua, (torri piezometriche), per il rifornimento dei serbatoi delle locomotive tramite le colonne idrauliche. A tale scopo anche varie stazioni erano dotate di torre piezometrica e di una o più colonne idriche. Alcune di queste sono sopravvissute fino ai giorni nostri.
- La carboniera: un deposito di carbone in cui erano presenti i dispositivi per caricare il carbone nel tender delle locomotive. Si partiva dai rudimentali cesti trasportati a spalla per passare alle grandi gru a ponte usate nei maggiori depositi, o ai nastri trasportatori che riempivano in continuità delle carboniere intermedie dalle quali il carbone cadeva nella carboniera della locomotiva da rifornire. Altri erano dei sollevatori che alzavano piccoli carrelli decauville e ne ribaltavano il contenuto nei tender delle locomotive.
- Il magazzino dei lubrificanti, di varia viscosità, per le numerose parti meccaniche e per i cuscinetti a strisciamento delle ruote delle locomotive.
- Fosse da visita per l'ispezione e la manutenzione delle parti sottostanti e per la pulizia del cineratoio con fosse in cui scaricare le ceneri dal forno e dalla camera a fumo.
- Le officine di accudienza e manutenzione nelle quali c'erano anche aspiratori destinati a creare un tiraggio artificiale in fase di accensione delle locomotive, un locale dedicato al rifornimento ed all'accensione delle lanterne a petrolio (lampisteria)
- erano presenti anche le piattaforme di giratura per l'inversione del senso di marcia delle locomotive e le rimesse di ricovero al coperto. In alcune zone in cui lo spazio lo permetteva venne realizzato, per la giratura, un triangolo di regresso o una stella di inversione, particolari configurazioni di binari più economiche e non necessitanti di personale apposito.

Molte piattaforme non sono sopravvissute alla scomparsa della trazione a vapore ed oggi si cerca di organizzare treni a vapore su percorsi ad anello o toccando località dove c'è una piattaforma che permetta di girare la locomotiva, anche riducendosi a fare la manovra in due tempi, prima la locomotiva e poi il tender (in gergo "taglio del tender").
Curiosamente l'uso di locomotive elettriche monocabina, come le E.464 italiane, ha reso di nuovo utili queste piattaforme e quindi ne sono state costruite di nuove, come ad esempio a Venezia-Mestre.

## La varietà
Le locomotive a vapore sono state costruite con una varietà di forme ed architetture che probabilmente non è più stata vista con nessun altro mezzo ferroviario.
La tipologia descritta più sopra è certamente la più comune. Ma non l'unica.
Ad esempio in Ungheria ed altri stati circolarono locomotive con la caldaia Brotan che presentava un forno in materiale refrattario con tubi d'acqua ed una caldaia convenzionale a tubi di fumo. L'acqua dalla caldaia poteva raggiungere per gravità i tubi d'acqua del forno ed ambedue i dispositivi inviavano il loro vapore in un serbatoio dotato di un duomo da cui poi veniva inviato al motore

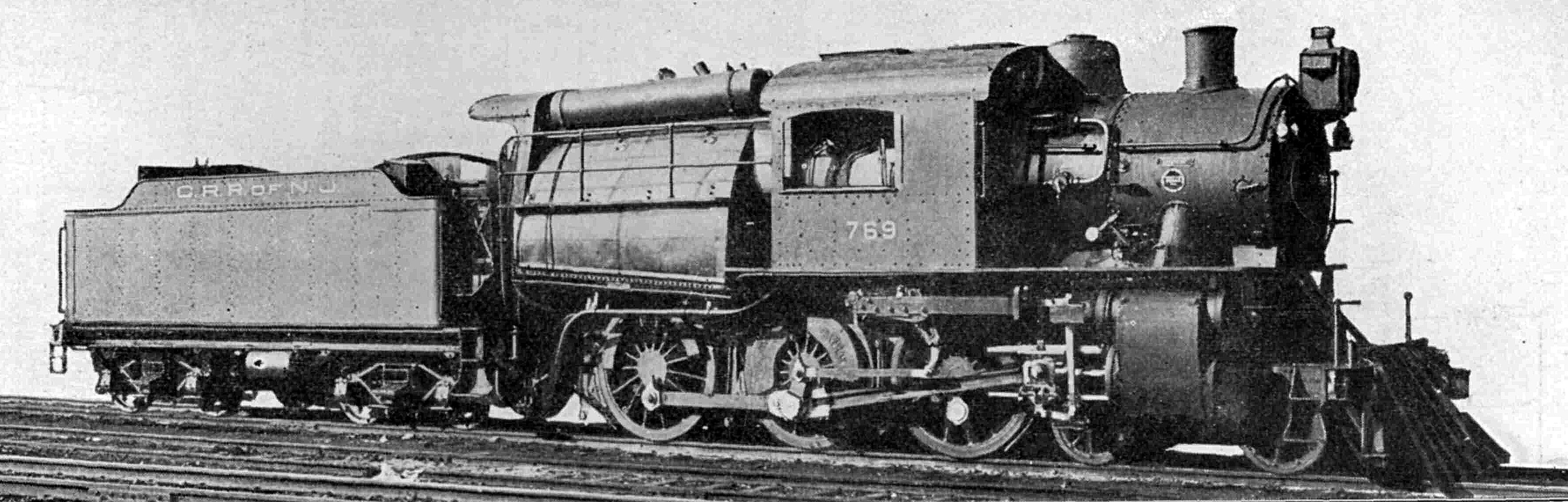
Locomotiva Camelback

Più visibili furono le differenze nella posizione della cabina di guida. Ad esempio la cabina di guida fu messa a cavallo della caldaia nelle già citate locomotive costruite nell'ovest degli Stati Uniti per bruciare l'antracite inidonea all'uso per il riscaldamento domestico (culm). Questa insolita configurazione era dovuta al fatto che per bruciare l'antracite era necessario utilizzare un forno con una griglia così ampia che le sue dimensioni non solo rendevano necessarie due bocche da forno per rifornirlo di combustibile, ma rendevano anche estremamente problematica la visibilità anteriore. L'uso di queste macchine cessò quando la regolamentazione sancì troppo pericolosa la presenza del macchinista al di sopra delle bielle in movimento e troppo esposta la posizione dei fuochisti, stretti fra la caldaia e il tender e privi di qualsiasi protezione.
Non ebbero questo problema le locomotive in cui la cabina venne installata nella parte anteriore per cercare migliore aerodinamica o per avere migliore visibilità. Locomotive di questo tipo vennero prodotte in Italia, Francia, Regno di Prussia, Germania, Inghilterra, Unione Sovietica e dalla compagnia ferroviaria statunitense Southern Pacific che ne fece un uso così ampio da farle diventare simbolo del proprio servizio.

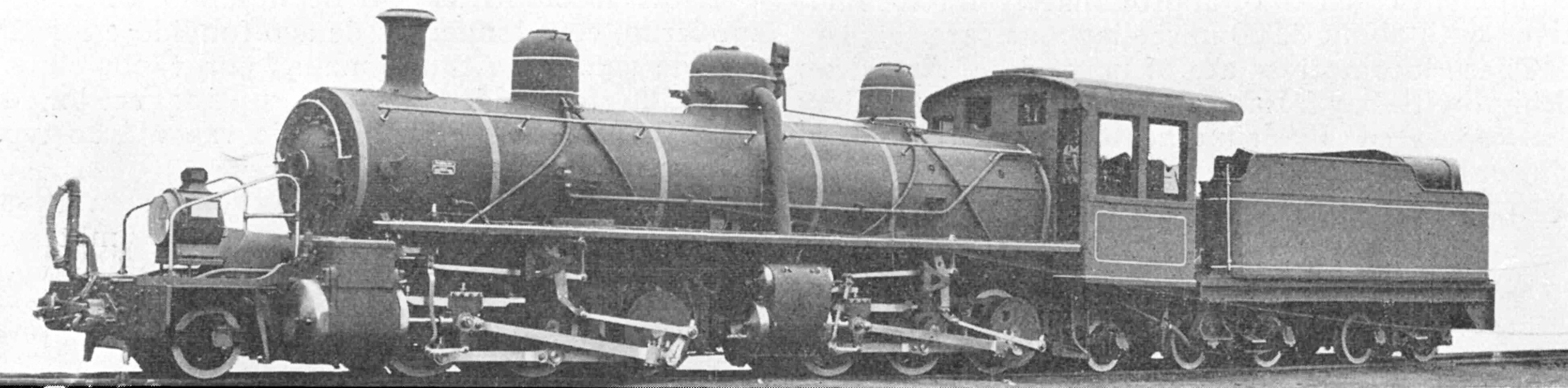
Locomotiva articolata a doppia espansione (tipo Mallet) scartamento ridotto costruita per la Serbia

Ma le macchine della Southern Pacific non si discostavano dalle locomotive di tipo comune solo per la cabina posta nella parte anteriore.
Infatti erano anche macchine articolate, ovvero si poggiavano su due carri, uno dei quali snodato rispetto al resto della locomotiva. Questo riduceva il passo rigido facilitando l'inseribilità in curva. Macchine articolate in questo modo ne vennero costruite in tutto il mondo, ma solo negli Stati Uniti si ebbero i giganti come le già citate Cab Forward, le Big Boy, le Allegheny e le altre enormi locomotive che trainarono treni merci e non solo (durante la campagna elettorale per la rielezione di Bill Clinton una Challenger della Union Pacific tornò a trainare un convoglio passeggeri). Altrove le locomotive articolate furono invece impiegate come macchine di elevata potenza su linee a scartamento ridotto, dove i raggi di curvatura sono spesso stretti.
In Europa (e nelle colonie dei paesi europei) le locomotive articolate furono spesso le Mallet (dal nome del progettista, Anatole Mallet) ovvero macchine con motore a doppia espansione col carro posteriore mosso da cilindri ad alta pressione ed il carro anteriore mosso dai cilindri a bassa pressione come si può vedere nella figura più sopra per il fatto che i cilindri anteriori sono di dimensioni maggiori di quelli posteriori (verso i quali si dirige pure una condotta fuoriuscente dal duomo).
La ricerca di una migliore inseribilità in curva portò sia allo sviluppo di veri incubi meccanici, come nelle piccole locomotive della Ferrovia della Val Gardena, sia alla ricerca di modi per costruire locomotive in cui tutti i carri o i carrelli fossero in grado di ruotare rispetto al corpo centrale. Tipiche della scuola britannica furono le Garratt, locomotive ove la caldaia con la cabina, le scorte di carbone e quelle di acqua erano tutte e tre su un solo grande telaio, poggiante alle estremità su due carri, ciascuno con ruote motrici e portanti. Oggi queste macchine si possono ancora ammirare in funzione in Sudafrica e Zimbabwe.

Negli USA si svilupparono invece delle tipologie di locomotive in cui due o tre carrelli motori a due assi ricevevano il movimento attraverso un albero di trasmissione mosso dai pistoni del motore a vapore. Ci sono tre tipologie principali:
- Le Climax, in cui i cilindri erano disposti in modo tradizionale e trasmettevano il moto ad un asse cieco. Questo, tramite ingranaggi, metteva in moto l'albero di trasmissione centrale che a sua volta azionava i carrelli. Per semplificare la meccanica era possibile che gli ingranaggi fossero usati per muovere un solo asse per carrello accoppiato all'altro tramite una biella.
- Le Heisler, in cui l'albero di trasmissione disposto al centro della locomotiva, era azionato direttamente dalle bielle del motore a vapore, quest'ultimo coi cilindri disposti a V. Anche nelle macchine Heisler poteva capitare che, per semplificare la meccanica, gli ingranaggi fossero usati per muovere un solo asse per carrello accoppiato all'altro tramite una biella.

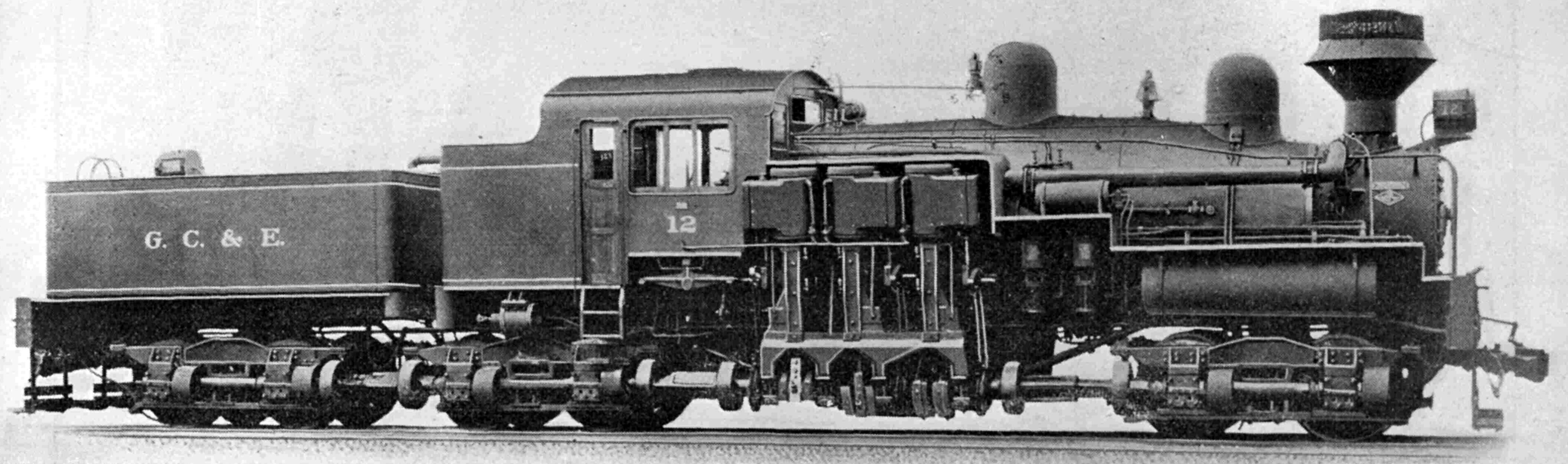
Locomotiva articolata Shay modello "150 ton"

- Le Shay, le più famose, con cilindri verticali e l'albero di trasmissione posti su un solo lato ed il moto sempre trasmesso a tutti gli assi tramite ingranaggi. Per bilanciare il posizionamento asimmetrico dei cilindri la caldaia veniva scentrata verso il lato opposto. Queste macchine ebbero larga diffusione, non solo nel continente americano ma anche a Taiwan. Una locomotiva Shay del 1925 è esposta presso l'Allen County Museum in Ohio.[10]

Un'ultima "deviazione" dalla struttura standard la troviamo in molte locomotive a cremagliera, dove l'intera caldaia, e di conseguenza la cabina, sono montate in modo da controbilanciare la pendenza della linea.

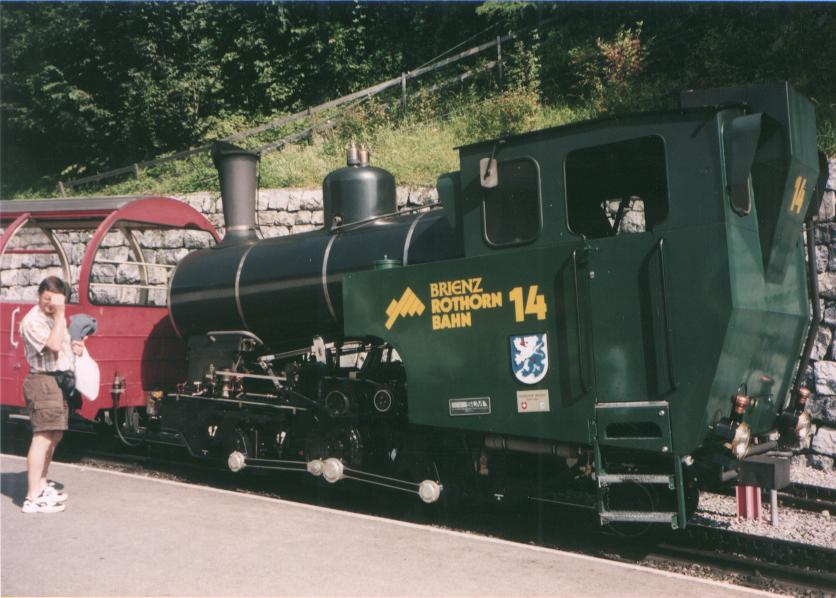
Locomotiva della Brinz-Rothorn-Bahn costruita da SLM

Questa disposizione consente di mantenere la caldaia orizzontale nonostante la pendenza della linea. Nel 1992 e nel 1996 la SLM Svizzera costruì alcune macchine di questo tipo per la Brienz-Rothorn-Bahn. Sono macchine tradizionali solo nell'aspetto, costruite da un allievo del grande Livio Dante Porta, efficienti nell'uso del combustibile e fluide nel movimento.

## Oggi e domani

### Servizio regolare e nuovi progetti
Le locomotive a vapore stanno uscendo da tempo dal servizio regolare in molte parti del mondo, quasi ovunque in Europa (con eccezioni ad esempio in Polonia, dove viene svolto servizio passeggeri con treni a vapore sul tratto Wolsztyn-Poznań della ferrovia Sulechów–Luboń, utilizzando il deposito locomotive di Wolsztyn che è inoltre dotato di una piattaforma girevole ferroviaria attiva al riguardo) e nel Nord America.
D'altro canto la scarsità di petrolio ha convinto il governo cinese a procrastinare la radiazione delle ultime vaporiere in servizio, che era prevista per il 2006, e più di qualcuno ritorna a pensare che probabilmente ci sarà ancora spazio per locomotive a vapore costruite in modo moderno, come quelle costruite da SLM per la ferrovia Brienz-Rothorn.
In America centrale e meridionale, grazie soprattutto al genio di Livio Dante Porta, sono in servizio locomotive che hanno ricevuto miglioramenti notevoli relativamente all'efficienza. A Cuba l'ingegner Porta ha progettato locomotive in grado di bruciare biomasse, tra cui gli scarti della produzione dello zucchero di canna. La crisi dell'industria dello zucchero ha però messo in dubbio la realizzazione della locomotiva LVM 800 (sempre progettata da Porta).
Altrove, come in Eritrea, si conservano le vecchie Mallet di costruzione Ansaldo, impiegate sulla linea Massaua-Asmara.
Vi sono anche progetti per la realizzazione di vaporiere progettate con tutti gli accorgimenti che i grandi progettisti hanno introdotto per migliorarne l'efficienza e realizzate con materiali moderni di derivazione aeronautica. Si tratta di locomotive adatte all'utilizzo per la trazione di treni veloci e in grado di raggiungere, in teoria, i 200 km/h per poter transitare sulle linee principali senza problemi di intralcio alla circolazione degli altri treni.

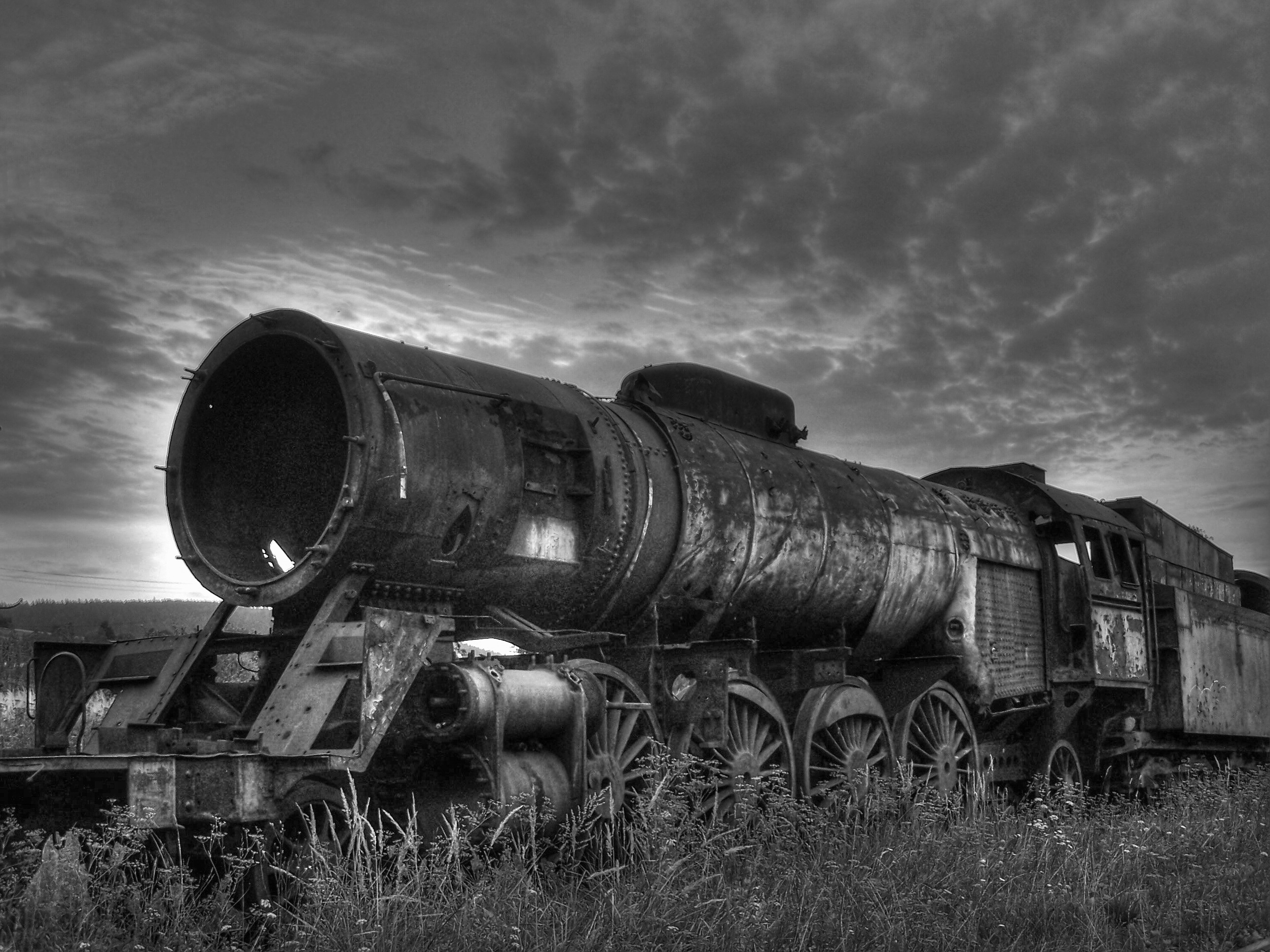
Una locomotiva tedesca Br 41 abbandonata e prossima alla demolizione

Tra i lavori in sviluppo vi è la 5AT dell'ingegner David Wardale, una 4-6-0 da 3500 cavalli, disegnata in stile anni trenta ma realizzata con materiali attuali. L'entrata in servizio era prevista per il 2010, anche se il progetto non ha ottenuto tutto il successo sperato.
Inoltre, in varie parti del mondo vengono costruite locomotive a vapore per servizi turistici, basandosi spesso su disegni risalenti all'epoca del servizio regolare, come per esempio la LNER A1 Peppercorn 6016 "Tornado", costruita tra il 1994 e il 2008.
La più veloce locomotiva a vapore ancora disponibile per l'esercizio (con treni rievocativi e turistici) è l'unica unità costruita del gruppo 18 della Deutsche Bahn.

### Preservazione della memoria
Da qualche anno a questa parte, locomotive a vapore vengono restaurate ed impiegate per il loro elevato fascino su itinerari turistici e rievocazioni storiche, come accade in Germania, Austria, Svizzera, Francia, Belgio, Stati Uniti d'America, Irlanda, Ungheria e ovviamente Regno Unito, dove sono nate (a volte il giorno dopo la chiusura di alcuni "rami secchi", come nel caso della Blue Bell Line) associazioni di appassionati di ferrovie dedite a questa branca della archeologia industriale.
In Italia sono presenti associazioni di questo tipo di cui la gran maggioranza ha operato su materiale di Ferrovie dello Stato Italiane ed ora cooperano con Fondazione FS Italiane, che possiede la più importante singola collezione di rotabili storici, non solo a vapore, in Europa. Alcune associazioni cooperano con altre imprese ferroviarie ed una esigua minoranza ha locomotive a vapore proprie.
Si stanno inoltre già studiando le modifiche che consentano ai treni a vapore costruiti nel ventesimo secolo di circolare all'interno della ferrovia del ventunesimo secolo e non solo sui binari turistici delle ferrovie preservate.

### Riferimenti
1. ↑  Vicuna, Organizzazione, p. 337.
2. ↑  Carpignano, La locomotiva, p. 205.
3. ↑  Carpignano, La locomotiva, pp. 208-209.
4. ↑  Vicuna, Organizzazione, pp. 303-304, 314-318.
5. ↑  Robert, Le ferrovie, pp. 393-394.
6. ↑  Giovanardi, Locomotiva, p. 269.
7. ↑   Marc Séguin, su brunelleschi.imss.fi.it, Museo Galileo. URL consultato il febbraio 2016 (archiviato il 6 marzo 2016).
8. ↑   Seguin, Marc, su treccani.it, Treccani. URL consultato il febbraio 2016 (archiviato il 12 marzo 2016).
9. ↑  Ferrovie dello Stato, La locomotiva a vapore Vol VI, capitolo I
10. ↑   Allen County Museum, su allencountymuseum.org. URL consultato il 19 febbraio 2023.

### Sintesi introduttive
- Uberto Bajocchi, Locomotiva, in Enciclopedia italiana di scienze lettere e arti, Appendice II. 1938-48, vol. I-Z, Roma, Istituto della Enciclopedia italiana, 1949, pp. 217-225. Testo digitalizzato: LOCOMOTIVA in "Enciclopedia Italiana".
- Miro Gamba, Locomotiva, in Dizionario d'ingegneria, diretto da Eligio Perucca, vol. V. Rum-Z, Torino, UTET, 1953, pp. 698-712.
- Giulio Giovanardi, Locomotiva, in Lessico universale italiano, XII, Leo-Mao, Roma, Istituto della Enciclopedia italiana, 1973,  pp. 269-277.
- Cesare Goria, Locomotive a vapore, in Enciclopedia italiana delle scienze, vol. Meccanica. Mezzi di trasporto, tomo I, Novara, Istituto Geografico De Agostini, 1970, pp. 290-314.
- Vincenzo Leuzzi, Locomotiva, in Grande dizionario enciclopedico, vol. VII. Im-Lul, Torino, UTET, 1958, pp. 1041-1048.
- Fernando Malusardi, Trasporti su rotaia, in Enciclopedia delle scienze De Agostini, vol. Mezzi di trasporto, tomo 1, Novara, Istituto Geografico De Agostini, 1984, pp. 25-133, qui pp. 87–89.
- Giovanni Robert, Le ferrovie nel mondo, Milano, Vallardi, 1964.
- Filippo Tajani, Locomotiva, in Enciclopedia italiana di scienze lettere e arti, vol. XXI. Leu-Malb, Roma, Istituto della Enciclopedia italiana, 1934, pp. ...-... Testo digitalizzato: LOCOMOTIVA in "Enciclopedia Italiana".

### Tecnica
- Carlo Abate, La locomotiva a vapore, Milano, Hoepli, 1924. Indice: Libro CARLO ABATE La locomotiva a vapore. Descrizione particolareggiata e funzionamento. Cognizioni pratiche. Ricerche teoriche. Particolarità di costruzione. Accessori con trattazione completa degli apparecchi di frenatura. Esame dei più recenti tipi italiani ed esteri con speciale riguardo alle costruzioni americane. Con 587 disegni, fotografie e tavole.
- Pietro Accomazzi, Nozioni elementari sulla locomotiva delle strade ferrate, 7ª ed. riveduta ed ampliata sulle precedenti dall'ing. Ercole Garneri delle Ferrovie dello Stato, Torino-Genova, Lattes, 1923. Rist. anast.: Parma, Albertelli, 1986.
- Azienda autonoma delle Ferrovie dello Stato. Servizio Materiale e Trazione, La locomotiva a vapore, Roma, Collegio Ingegneri Ferroviari Italiani, 1971.
- Azienda autonoma delle Ferrovie dello Stato. Servizio Materiale e Trazione, Norme per il servizio pratico con locomotive a vapore, Roma, Collegio Ingegneri Ferroviari Italiani, 1971.
- Augusto Carpignano, La locomotiva a vapore. Viaggio tra tecnica e condotta di un mezzo di ieri, Savigliano, L'artistica editrice, 2008, ISBN 978-88-7320-191-5.
- Augusto Carpignano, La locomotiva a vapore. Viaggio tra tecnica e condotta di un mezzo di ieri, 2ª ed., Savigliano, L'artistica editrice, 2014, ISBN 978-88-7320-354-4.
- Guido Corbellini, Tecnica di trasporti, in Lezioni di tecnica ed economia dei trasporti, vol. 1, Milano, Libreria editrice politecnica Cesare Tamburini, 1952,  pp. 295-324.
- Felice Corini, Trazione termica e materiale mobile, collana Costruzione ed esercizio delle ferrovie, vol. 3, 2ª ed., Torino, UTET, 1930,  pp. 1-429.
- Felice Corini, Tomo 3. Trazione termica e materiale mobile. Movimento e traffico. Economia dei trasporti, in Tecnica ed economia dei trasporti ferroviari, Costruzione ed esercizio delle ferrovie, vol. 1, 3ª ed., Torino, UTET, 1950,  pp. 759-878.
- Giancarlo Piro, Giuseppe Vicuna, Il materiale rotabile motore, Roma, Collegio Ingegneri Ferroviari Italiani, 2000.
- Giuseppe Vicuna, Organizzazione e tecnica ferroviaria, Roma, Collegio Ingegneri Ferroviari Italiani, 1968.

### Storia
- La storia del locomotore in I Treni, ... (2000), n. 218, p. 12.
- Philip Atkins, Every single one there's ever been, in The railway magazine, 153 (2007), n. 1273, pp. 14-19.
- Italo Briano, Storia delle ferrovie in Italia, Milano, Cavallotti, 1977, volume 1. Le vicende.
- Italo Briano, Storia delle ferrovie in Italia, Milano, Cavallotti, 1977, volume 2.: La tecnica 1.
- Giovanni Cornolò, Locomotive a vapore FS, 2ª ed., Parma, Ermanno Albertelli, 1998, ISBN 88-85909-91-4.
- Alcide Damen, Valerio Naglieri, Plinio Pirani, Treni di tutto il mondo. Italia. Locomotive a vapore, Parma, Ermanno Albertelli, 1971.
- Anthony Dawson, Before Rocket: The Steam Locomotive Up to 1829, Horncastle, Morton Books, 2020.
- Manlio Diegoli, La trazione a vapore, in Ingegneria Ferroviaria, 16 (1961), n. 7-8, p. 671-680.
- Luciano Greggio, Le locomotive a vapore. Modelli di tutto il mondo dalle origini a oggi con dati tecnici, Milano, Arnoldo Mondadori, 1977.
- Ministero dei Trasporti Ferrovie dello Stato, La locomotiva a vapore Vol. VI, Firenze, Servizio Materiale e Trazione, 1962.
- Aldo Riccardi, Marco Sartori, Marcello Grillo, Locomotive a vapore in Italia Vol. I-II-III-IV-V-VI, Firenze, Edizioni Pegaso Firenze, 2011-2017.
- Guido Weiller, La fine della trazione a vapore, in Enciclopedia italiana delle scienze, vol. Meraviglie della tecnica, Novara, Istituto Geografico De Agostini, pp. 194-196.